# 置鮎龍太郎
置鮎龍太郎（日语：／ Okiayu Ryōtarō，1969年11月17日—），日本男性配音員、旁白、舞台演員。青二Production所屬。劇團HEROHERO-Q公司所屬。身高170cm。O型血。
妻子是配音員前田愛。前妻為配音員永澤菜教。

## 經歷
置鮎龍太郎1969年出生於福岡縣北九州市，小學3年級時由於父母工作的關係，移居到大阪府。父親在電影公司上班的時期，常常將同事送來的動畫海報或賽璐璐片拿回家裡，因此在這種環境下，他與姐姐一起喜歡上了動畫，並常常和姐姐收聽劇場用動畫的唱片以及電視劇。過了一段時間之後，置鮎感受到出紙上角色配音和台詞模仿的樂趣，成為他將來在聲優事業上發展的基石。
大阪府立阿倍野高等學校1年級時，置鮎就想成為配音員，因此他開始收集訓練學校的相關資料。高中畢業之後，為了存學費而開始打工，但後來因為將錢花在其他的用途上，所以最後還是從父母那裡借錢去青二塾大阪校養成所上學（當時，青二塾大阪校是大阪在地唯一的聲優養成學校）。1980年代後半，置鮎以第6期畢業生通過經紀公司青二Production的面試後，從大阪來到東京。此外他在接到合格通知時還痛哭了一番。來到東京之後，在表兄的幫助下找到適合住處。
在東京定居下來之後，置鮎的第一份配音工作是負責預備學校宣傳的電台廣告解說，以及負責幫花卉博覽會會場的遙控機器人配音。不久之後，他以1989年播出的電視動畫《勇者鬥惡龍 勇者阿貝爾傳說》（聲演的角色是里利帕特）成為在動畫領域出道。
之後1991年播出的電視動畫《閃電霹靂車》（聲演的角色為法蘭茲·海尼爾）是置鮎第一次為要角配音的作品。並於同年發行的OVA《Dark Cat》第一次聲演主角。
1996年，置鮎以《靈異教師神眉》主角鵺野鳴介第一次獲得電視播映動畫幫主角配音的機會。此外，他稱鵺野鳴介這角色是在他的配音生涯中，一個「集大成的角色」與「可以全面發揮自己演技的角色」，並說「因為（鵺野鳴介）年齡與我很接近，所以隨時可以自然發揮」。《靈異教師神眉》動畫完結時，置鮎又再次痛哭流下眼淚。
《機動戰艦撫子號》以「ZMAP」（伊藤健太郎、真殿光昭、川上倫子、南央美）、《卒業M》以「E.M.U」（石川英郎、神奈延年、阪口大助、綠川光）、《網球王子》以「青酢」（甲斐田幸、近藤孝行、皆川純子）、「眼鏡's」（木內秀信、津田健次郎）、「GIGS」（皆川純子、諏訪部順一、楠大典）、「帥哥武士」（皆川純子、諏訪部順一、永井幸子、楠大典、新垣樽助、細谷佳正)， 並參與了與他們演出作品相關組合的多項活動。
2016年起加入劇團HEROHERO-Q公司擔任舞台演員。
2023年，獲得第17屆聲優Awards助演聲優獎。

## 人物
擅長方言：大阪方言。姐姐是一名動畫師。
音樂方面，受姐姐的影響一直在聽佐田雅志。之後，也聽濱田省吾、槙原敬之、生物股長和奧華子的歌曲。
喜歡咖哩。

## 演出
粗體字表示主要角色。

### 電視動畫

#### 1990年代
1990年
- 櫻桃小丸子 (第1期)（少年的哥哥、清志、井上）
- 勇者鬥惡龍 勇者阿貝爾傳說（里利帕特[1][2]）[注 1]
- 神通小精靈

1991年
- 奇天烈大百科（春木、孩子甲、男孩子、家臣A、老師、中學生B、野野村）
- 蓋特機器人號
- 閃電霹靂車（法蘭茲·海尼爾）
- 神通小精靈（原子軍團員）

1992年
- 蠟筆小新（牙醫、須賀、狄卡卜力歐、TACKY佐藤、帕薩 等）
- 超仙魔大戰（惡魔B、惡魔）
- 大草原上的小天使 灌叢嬰猴（塔馬拉）
- 美少女戰士（雄二、喬治）

1993年
- GS美神
- 疾風無敵銀堡壘（麥克雲地）
- 小小男子漢（藤辰也、男學生A）
- 勇者特急隊（救火潛將／護衛潛者、盧靖嘉、胖子）

1994年
- 銀河戰國群雄傳（羅候）
- 足球王（日语：ゴールFH）（宮本拓也）
- 灌籃高手（三井壽、湘北選手）
- 麵包超人（巧克力人〈第3代〉）
- 霸王大系龍騎士（格拉雀斯、邪龍族）
- 魔法騎士雷阿斯（伊諾巴[14]）
- 橘子醬男孩（松浦遊）
- 勇者警察傑德卡（搏擊刑警馬克倫／超建設合體超級建設虎、穆德拉、工作人員）

1995年
- 動畫世界的童話（日语：世界名作童話シリーズ ワ〜ォ!メルヘン王国）（阿拉丁）
- 空想科學世界（月光）
- 新機動戰記鋼彈W（特列斯·克休里納達）
- 神秘的世界（陣內克彥）
- 黃金勇者合體（雷昂／獸王合體雷昂凱撒）
- 美少女戰士SuperS（虎之眼）

1996年
- 怪盜Saint Tail（約翰）
- 機動戰艦撫子號（明月永）
- 靈異教師神眉（鵺野鳴介）
- 逮捕令（山川）

1997年
- 天才寶貝（木村成一）
- 吸血姬美夕（西洋神魔卡林內）
- 少女革命（風見達也）
- 中華一番！（蘭飛鴻[15]）
- 忍者亂太郎（田鳥毛內、號〈第2代〉 等）
- BURN-UP EXCESS（祐治）
- 靈異獵人（紅色斗篷假面）
- MAZE☆爆熱時空（戈加斯）
- 名偵探柯南（真田一三、由良達彥、沖矢昴、綾小路文麿）
- 烈火之炎（紅麗）
- 蠟筆小新特別篇！大家一起去夏威夷哦 而且我和人魚戀愛了哦（帕薩）

1998年
- 機器人播音員 MAICO 2010（日语：MAICO2010）（松尾傳助）
- Weiß kreuz（克洛弗德）
- 怪博士與機器娃娃 (1997年版)（馬西里特博士[16]、摘突詰）
- 秀逗博士（田島貢）
- 魔術士歐菲（哈帝亞[17]）
- 守護月天！（野村高志）
- 遊☆戲☆王（本田廣人）
- 乖小孩
- 吉本無知子物語（日语：ヨシモトムチッ子物語）（阪神螻蛄）

1999年
- 迷糊女戰士（渡邊通）
- 神風怪盗貞德（木村卓美）
- 傀儡師左近（藤田善吉）
- 蠟筆小新（迪卡普里奧、佐藤瀧）
- 極道君漫遊記（日语：ゴクドーくん漫遊記）（三藏）
- 週刊故事樂園（日语：週刊ストーリーランド） 老婆婆系列（日语：謎の老婆）「派不上用場的傘」（久美的父親）
- 十兵衛 -心形眼罩的秘密-（小田豪鯉之介）
- 神八劍傳（日语：神八剣伝）（友香大我）
- 星方天使（賽勒斯）
- 微星小超人（日语：ミクロマン・マグネパワーズ#TVアニメ）（片貝彰）
- 鈴鐺貓娘（木村拓郎）
- 哆啦A夢 (大山羨代版)（鼠小僧）
- 炸彈人 彈珠人爆外傳V（閻魔大王寶）
- 魔術士歐菲 Revenge（哈帝亞[18]）

#### 2000年代
2000年
- 機巧奇傳希約戰記（伊藤博文）
- 萬有引力（K）
- 幻想魔傳 最遊記（葬儀社）
- 勝負師傳說 哲也（阿佐田哲也）
- 週刊故事樂園 老婆婆系列「落下葡萄酒」（櫻田明）
- 真·女神轉生 惡魔之子（大魔王路西法）
- 幽浮寶貝（諸星輝）
- BOYS BE…（反町隆廣）
- 神奇寶貝（響）
- 純情房東俏房客（坂田健太朗[19]）
- 純情房東俏房客 聖誕特別篇（坂田健太朗[20]）

2001年
- 沉默的未知（士官）
- 足球小將翼 (平成版)（片桐宗政、解說員）
- 妹妹公主（山神燦緒[21]）
- 熱帶雨林的爆笑生活（阿西奧）
- 鄰家女孩 CROSS ROAD ～風之速～（廣播）
- 永恆傳奇 THE ANIMATION（古利德）
- 網球王子（手塚國光[22]、喜多一馬、堂本、石川博之、手塚國一）
- 忍者亂太郎（魔界之小路）
- 哈姆太郎（大輔）
- 野野子（日语：ののちゃん）（邊見）
- 幻影天使（草摩紫吳[23]）
- PROJECT ARMS（布拉克·賽波克）
- HELLSING（恩里克）
- 名偵探柯南（由良達彥）
- 純情房東俏房客 春節特別篇（坂田健太朗[24]）
- RUN=DIM（肯·穆勒）

2002年
- 朝霧的巫女（亂裁道宗、楠木正志[25]）
- 我們這一家（服務生）
- Weiß kreuz Glühen（克洛弗德）
- 金肉人II世（凱文假面（日语：ケビンマスク）、Mr.）
- 人造人009 THE CYBORG SOLDIER（馬馬杜）
- 忍者亂太郎（善法寺伊作）
- 爆鬥宣言大鋼彈（戰鬥暴龍／暴龍鋼彈[26]）
- 炎之蜃氣樓（織田信長）

2003年
- 原子小金剛 (2003年版)（克勞斯）
- 戀愛小魔女（信之助）
- 機動戰士鋼彈SEED（安德烈·巴特菲爾德）
- 魔法少年賈修（高嶺清太郎、文森·巴力）
- 機甲露寶（火焰法亞、佐佐木幸四郎）
- 偵探學園Q（山崎徹）
- D·N·ANGEL（DARK MOUSY）
- 數碼寶貝04無限地帶（領主騎士獸）
- 鋼之鍊金術師（斯卡[27]）

2004年
- 女孩萬歲（福山和春）
- 機動戰士鋼彈SEED DESTINY（安德烈·巴特菲爾德）
- 金肉人II世 ULTIMATE MUSCLE（凱文假面）
- 貯金大冒險（ハラペーニョ）
- 十兵衛2 -西伯利亞柳生的逆襲-（小田豪鯉之介）
- 變形金剛：超能連結（羅帝瑪斯洛迪文）
- 火影忍者（綠青葵）
- 遙遠時空 ～八葉抄～（日语：遙かなる時空の中で-八葉抄-）（阿克拉姆）
- 光之美少女（忠太郎）
- 忘却的旋律（古魯伯爾·亞瑪奈克）
- 熱拳本色1（劍崎順）

2005年
- 武器種族傳說（臥魯克斯·哈伍德）
- 我愛美樂蒂（惠一）
- 喜歡所以喜歡（永瀨芥）
- 數碼寶貝X進化（領主騎士獸）
- BLEACH（朽木白哉、猿龍）
- 鼻毛真拳（3世）
- ONE PIECE（卡古）

2006年
- 我們這一家（柚子的美術老師）
- 天使心（陳）
- 我愛美樂蒂：轉轉旋律魔法牌（柊惠一）
- 學園天堂 BOY'S LOVE HYPER！（篠宮紘司）
- 金肉人II世 ULTIMATE MUSCLE2（凱文假面）
- 彩雲國物語（紅玖琅）
- 超級機器人大戰OG -Divine Wars-（日语：スーパーロボット大戦OG -ディバイン・ウォーズ-）（萊迪斯·F·布蘭修坦[28]）
- D.Gray-man（利巴·溫漢姆[29]）
- 飛天小女警Z（辣椒怪獸）
- .hack//Roots（日语：.hack//Roots）（匂坂、清作）
- 真仙魔大戰（牛若天子／牛若神帝、鞍馬天子若、超聖使P）
- 武裝鍊金（巳田）
- Marginal Prince -月桂樹的王子們-（約書亞·格蘭特）

2007年
- Over Drive（兵藤直人）
- 我愛美樂蒂：輕鬆舒暢♪（柊惠一／兔耳假面、美樂蒂的爸爸）
- CLANNAD（古河秋生）
- 鋼鐵三國志（黃祖元陽）
- 光明之淚X風（西園寺春人）
- 旁邊的兒童 我的火腿組（日语：はたらキッズ マイハム組）（吉川圭介）
- 遙遠時空3 紅之月（白龍〈青年〉）
- 羅密歐×茱麗葉（提伯爾特[30]）

2008年
- Yes！光之美少女5 GoGo！（穆卡迪亞）
- 我愛美樂蒂：Kirara★（美樂蒂的爸爸）
- 機動戰士鋼彈00 Second Season（布林·斯塔比利、迪萬·諾瓦、纯源幹部、纯源隊員、伊諾貝多）
- 銀魂（伊萬諾夫）
- CLANNAD ～AFTER STORY～（古河秋生）
- 鬼太郎 (第5作)（隆）
- 純情羅曼史（朝比奈薰）
- 純情羅曼史2（朝比奈薰）
- 隱王（風魔小太郎）
- 波菲的漫長旅程（米凱勒）
- 名偵探柯南（沖矢昴）
- 幻影少年（焰緋）
- 藥師寺涼子怪奇事件簿（磯貝巌）
- 卡片鬥士翔（松戶學）
- RoboDz 風雲篇（日语：ロボディーズ -RoboDz- 風雲篇）
- 我家有個狐仙大人（富根）

2009年
- 空罐少女！（男屋秀彥）
- 阿拉德戰記 ～Slap Up Party～（伊魯貝克[31]）
- 空中鞦韆（田邊滿男）
- 你好 安妮 ～Before Green Gables（比利）
- 聖劍鍛造師（西格弗瑞德）
- 戰鬥司書 The Book of Bantorra（希葛爾·克魯凱撒）
- 遊魂 -Kiss on my Deity-（要三九郎）
- 洋葱和尚朝太郎（日语：ねぎぼうずのあさたろう）
- 潘朵拉之心（威廉·維斯特）
- BLEACH（猿龍）
- 奇蹟☆列車 ～歡迎搭乘大江戶線～（新宿凛太郎）
- 卡片鬥士翔（クリアシーサーベント）

#### 2010年代
2010年
- 動物偵探奇魯米（二木京介）
- 刀語（真庭鳳凰）
- 逆轉監督（村越茂幸）
- 超級機械人大戰OG -The Inspector-（萊迪斯·F·布蘭修坦[32]）
- 閃光的夜襲（鳴海）
- 戰國BASARA貳（豐臣秀吉[33]）
- 哆啦A夢 (水田山葵版)（汪德福）
- 妖怪少爺（惟房）
- Heartcatch 光之美少女！（番健次）
- 爆漫王。（領導人）
- 遙遠時空3 永無止境的命運（白龍〈青年〉）
- 熱拳本色1 影道篇（劍崎順）

2011年
- 青之驅魔師（伊戈爾·諾伊豪斯）
- 蘋果核戰XIII（阿魯奇戴斯）
- 人家一點都不喜歡啦！（攻A）
- 寶石寵物 Sunshine（蠟筆卡片）
- 30歲的健康教育（大五郎）
- 世界一初戀2（朝比奈薰）
- 數碼獸合體戰爭（頂級劍神獸）
- 美食獵人TORIKO（特瑞科）
- 眾神中的貓神（月讀）
- Fate/Zero（Berserker）
- 我的朋友很少（柏崎天馬）
- 熱拳本色1 世界大會篇（劍崎順）

2012年
- 就算是哥哥，有愛就沒問題了，對吧（秋男）
- 白熊咖啡廳（派遣貓熊）
- 新網球王子（手塚國光）
- 冰菓（遠垣內將司[34]）
- 窮神（龍膽巖十郎）
- BRAVE10（筧十藏[35]）
- 嘟嘟貓觀察日記
- Fate/Zero (第2期)（Berserker）
- 魔奇少年（法丁馬）
- 直笛與背包 Do♪、直笛與背包 Re♪（宮川敦志）

2013年
- Aikatsu！偶像活動！（S先生）
- 蒼藍鋼鐵戰艦（上陰龍二郎）
- 義風堂堂!! 兼續和慶次（伊達政宗[36]）
- DD北斗神拳（舜（日语：シン (北斗の拳)）[37]）
- 東京闇鴉（土御門夜光）
- ONE PIECE×美食獵人×七龍珠Z 超夢幻合作特別篇!!（特瑞科）
- 我的朋友很少NEXT（柏崎天馬）
- 名偵探柯南（綾小路文麿[[[Wikipedia:格式手册/链接#章節|錨點失效]]]）
- 直笛與背包 Mi☆（宮川敦志[38]、魚奧步約）
- 蘿球社！SS（湊忍）
- ONE PIECE 梅利特別篇 ～另一位夥伴的故事～（卡古）

2014年
- 卡片鬥爭!! 先導者G（大山龍太郎〈神龍帝國處處長〉[39]）
- 機動戰士：鋼彈桑（布萊特·諾亞[40]）
- 抓狂徵信社、真抓狂徵信社（日语：ストレンジ・プラス）（正宗[41][42]）
- 戰國BASARA Judge End（豐臣秀吉[43]）
- 約會大作戰II（艾薩克·雷·貝拉姆·威斯考特[44]）
- 笑傲曇天（蘆屋滿月）
- 七大罪（阿爾德里奇／拉布海拉姆／海爾布萊姆〈老人姿態〉）
- 英雄銀行（日语：ヒーローバンク）（底波拉貴崎[45]）
- 魔神之骨（豪斯／黑馬）
- 魔法科高中的劣等生（九重八雲）
- LOVE STAGE!!（瀨名聖夜[46]）
- 境界觸發者（冬島慎次）

2015年
- 蒼穹之戰神 EXODUS（沃魯塔·巴格斯特[47]）
- 黑子的籃球 (第3期)（虹村修造[48]）
- 血界戰線（托尼歐·安多雷提[49]）
- 卡片鬥爭!! 先導者 亞洲巡迴賽篇（大山龍太郎）
- 七龍珠超（馬西里特博士[50]）
- 百萬偶像（伊特莉歐的經紀人、漫才師）
- OVERLORD（塔其·米）
- 純情羅曼史3（朝比奈薰）
- 青年怪醫黑傑克（史密斯[51]）
- 流浪神差 ARAGOTO（惠比壽[52]）
- 影鳄 -KAGEWANI-（木村雅貴[53]）
- 傳頌之物 虛偽的假面（雷公）
- DD北斗神拳2 草莓味+（舜[54]）

2016年
- 無彩限的幻影世界（阿爾布雷希特）
- Schwarzesmarken（艾瑞克·修密特）
- 影鳄 -KAGEWANI- 承（木村雅貴）
- SUPER LOVERS（篁志朗）
- 至高指令（葉島半藏）
- 卡片鬥爭!! 先導者G 超越之門篇（大山龍太郎）
- ReLIFE（黑心企業上司3）
- Rewrite（關目）
- 烏龍派出所 THE FINAL 兩津勘吉最後的一天（綁匪部下[55]）
- 終未的伊澤塔（赫爾曼[56]）
- 卡片鬥爭!! 先導者G NEXT（大山龍太郎）
- 星夢筆記（速水蓮[57]）
- 信長的忍者（松平元康德川家康、朝倉宗滴）
- 神裝少女小纏（草薙拓人[58]）
- 疾走王子Alternative（壇悠次郎[59]）

2017年
- 政宗君的復仇（榮治）
- 飆速宅男 NEW GENERATION（柿本龍大）
- SUPER LOVERS 2（篁志朗）
- 高校星歌劇 (第2期)（早乙女律[60]）
- 信長的忍者 ～伊勢·金崎篇～（松平元康／德川家康、朝倉宗滴）
- 狂賭之淵（工作人員〈主持人〉）
- Fate/Apocrypha（黑之Lancer／弗拉德三世[61]）
- 潔癖男子青山！（青山／青色山脈[62]）
- 黑色五葉草（西斯·葛萊斯[63]）
- 此花綺譚（藝能之神A）
- 卡片鬥爭!! 先導者GZ（大山龍太郎）

2018年
- 信長的忍者 ～姊川·石山篇～（本願寺顯如）
- 食戟之靈 餐之皿 遠月列車篇（薙切宗衛）
- 蒼天之拳 REGENESIS（夏爾·德·紀斯）
- 妖怪手錶 影之章（青龍）
- 異世界魔王與召喚少女的奴隸魔術（埃米爾·畢謝爾貝傑爾）
- 來玩遊戲吧（前多[64]）
- 學園BASARA（豐臣秀吉[65]）
- 我讓最想被擁抱的男人給威脅了。（三谷珠理雄）
- 聖鬥士星矢 聖鬥少女翔（雙子座 撒卡[66][67]）

2019年
- 笑容的代價（伊札那·朗福德[68]）
- 狂賭之淵××（工作人員〈主持人〉）
- 約會大作戰III（艾薩克·雷·貝拉姆·威斯考特）
- ONE PIECE（黃猿／波爾薩利諾〈第2代〉）
- 鬼太郎 (第6作)（鬼[69]）
- 博多明太！妖精霹靂芥末子（日语：博多明太!ぴりからこちゃん）（雞皮大將）
- 星光頻道（虹之咲黛雅的父親）
- ACTORS -Songs Connection-（日语：ACTORS）（葛野大路颯馬[70]）
- 巴比倫（日语：バビロン (小説)）（齋·開化[71]）
- 卡片鬥爭!! 先導者 (2019年版)（大山龍太郎[72]）
- 刺客守則（迪克）
- 歌舞伎町夏洛克（邁克羅夫特·福爾摩斯[73]）
- 七大罪 眾神的逆鱗（海爾布萊姆〈老人姿態〉）

#### 2020年代
2020年
- 地縛少年花子君（木魅）
- 理科生墜入情網，故嘗試證明。（池田教授[74]）
- A3！ SEASON SPRING & SUMMER（神木坂雷尼）
- 毛球剛次郎（日语：けだまのゴンじろー）（歌舞毛川父衛門）
- 〈Infinite Dendrogram〉-無盡連鎖-（傑伯沃基）
- 數碼寶貝大冒險：（惡魔獸）
- 魔王學院的不適任者～史上最強的魔王始祖，轉生就讀子孫們的學校～（艾維斯·涅庫羅／黑貓）
- 魔法科高中的劣等生 來訪者篇（九重八雲）
- 王之襲擊：意志的繼承者（日语：キングスレイド）（多米尼克斯[75]）

2021年
- BACK ARROW（魁婁丹）
- 境界觸發者 2nd season（冬島慎次）
- 回復術士的重啟人生（特利斯德）
- 異世界魔王與召喚少女的奴隸魔術Ω（埃米爾·畢謝爾貝傑爾）
- 哥斯拉 奇異點（貝拉·巴恩“BB”[76]）
- 通靈王（第2作）（波里斯·齊裴希·德古拉）
- 魔法科高中的優等生（九重八雲）
- 蓋特機器人ARC（皇帝哥爾三世）
- 平穩世代的韋馱天們（柯洛特）
- 叫我對大哥（王子）
- 鍵等（古河秋生）

2022年
- 怪人開發部的黑井津小姐（獵豹戰士）
- 東京24區（瀧）
- 數碼寶貝幽靈遊戲（菲利斯獸、飛龍獸）
- 白領羽球部（伊吹泉太郎[77]）
- 理科生墜入情網，故嘗試證明。r=1-sinθ（池田教授）
- 派對咖孔明（諸葛孔明[78]）
- 約會大作戰IV（艾薩克·雷·貝拉姆·威斯考特）
- 受讚頌者 二人的白皇（雷公[79]）
- 新網球王子 U-17 世界盃（手塚國光）
- 聯盟空軍航空魔法音樂隊 光輝魔女（卡里尼亞諾公爵）
- 令和的Di Gi Charat（木村拓郎）
- BLEACH 千年血戰篇（朽木白哉）
- 決鬥大師 WIN（死神霸王 XENARCH）
- 我與機器子（我知大猩猩[80]）
- Fate/Grand Order 藤丸立香不明白 年末特別篇（蘭斯洛特）

2023年
- 魔王學院的不適任者～史上最強的魔王始祖，轉生就讀子孫們的學校～II（艾維斯·涅庫羅）
- 淪落者之夜（團長／索爾[81]）
- 逃走中 THE GREAT MISSION（モーリス・シューメーカー[82]）
- 藍色管弦樂（青野龍仁[83]）
- 鬼滅之刃 刀匠村篇（上弦之壹·黑死牟[84]）
- 冒險大陸 阿尼亞王國（レオニー）
- 在異世界獲得超強能力的我，在現實世界照樣無敵～等級提升改變人生命運～（賢者）
- 英雄教室（魔王）
- Lv1魔王與獨居廢勇者（萊因哈德）
- 神劍闖江湖－明治劍客浪漫譚－（般若[85]）
- 狩龍人拉格納（奧魯特·佐拉[86]）
- 撿走被人悔婚的千金，教會她壞壞的幸福生活（豪雪[87]）

2024年
- 佐佐木與文鳥小嗶（阿久津[88]）
- 愚蠢天使與惡魔共舞（扎維[89]）
- 寶可夢 地平線（八朔[90]）
- 這是妳與我的最後戰場，或是開創世界的聖戰 Season II（塔里斯曼[91]）

2025年
- 我的幸福婚約（久堂正清[92]）
- 我想蹺掉太子妃培訓（尼爾[93]）
- 九龍大眾浪漫（蛇沼三幸[94]）
- 靈異教師神眉（第2作）（鵺野鳴介[95]）

### 電影動畫
1990年
- 隨風而逝的記憶

1991年
- 神通小精靈：燃燒吧！友情的魔法大戰（日语：まじかる☆タルるートくん 燃えろ!友情の魔法大戦）（克魯札）

1994年
- 灌籃高手：稱霸全國！櫻木花道（日语：スラムダンク 全国制覇だ! 桜木花道）（三井壽）

1995年
- 灌籃高手：湘北最大的危機！燃起鬥志的櫻木花道（日语：スラムダンク 湘北最大の危機! 燃えろ桜木花道）（三井壽）
- 灌籃高手：咆哮籃球員靈魂！花道和流川的灼熱夏季（日语：スラムダンク 吠えろバスケットマン魂!! 花道と流川の熱き夏）（三井壽）
- 劇場版 橘子醬男孩（松浦遊）

1996年
- (超) 劇場版！靈異教師神眉（鵺野鳴介）

1997年
- 靈異教師神眉：午夜0點，神眉必死！（鵺野鳴介）
- 靈異教師神眉：恐怖的暑假！妖海傳說（鵺野鳴介）

1998年
- 機動戰艦撫子號 -The prince of darkness-（明月永）
- 蓮如物語（日语：蓮如物語）（蓮如〈少年時期〉）

1999年
- 劇場版 遊☆戲☆王（本田廣人、暗黑騎士蓋亞）

2001年
- 劇場版 幻想魔傳 最遊記 Requiem 獻給落選者的安魂曲（呉道雁）
- 劇場版 鈴鐺貓娘：星之旅（木村拓郎）

2002年
- 極速戰警eX-D the movie（日语：エクスドライバー）（凱因時岡）
- 金肉人II世：肌肉人參爭奪！超人大戰爭（凱文假面（日语：ケビンマスク））

2003年
- 名偵探柯南：迷宮的十字路（綾小路文麿）

2005年
- 劇場版 AIR（巴士司機）
- 劇場版 網球王子：二人武士 The First Game（手塚國光）
- 劇場版 網球王子：跡部的禮物 獻給你的網王祭（手塚國光、石川校長）

2006年
- 劇場版BLEACH MEMORIES OF NOBODY（朽木白哉）

2007年
- 劇場版 CLANNAD（古河秋生）
- 劇場版BLEACH The DiamondDust Rebellion 另一把冰輪丸（朽木白哉）

2008年
- 劇場版 空之境界 第六章 忘卻錄音（玄霧皋月）
- 劇場版BLEACH BLEACH Fade to Black 呼喚你的名字（朽木白哉）

2009年
- 宇宙戰艦大和號 復活篇（島次郎[96]）
- 佛陀再誕 -The REBIRTH of BUDDHA（日语：仏陀再誕#アニメ映画）（哈利·巴德遜）
- 名偵探柯南：漆黑的追跡者（綾小路文麿[97]）

2010年
- 劇場版 機動戰士鋼彈00 -A wakening of the Trailblazer-（伊諾貝德技師[98]）
- 劇場版 光之美少女 All Stars DX2 希望之光☆守護彩虹寶石！（穆卡迪亞）
- 劇場版BLEACH 地獄篇（朽木白哉）

2011年
- 劇場版 戰國BASARA -The Last Party-（豐臣秀吉[99]）
- 鐵拳：血之復仇（李超狼）
- 劇場版 網球王子：決戰英國網球城！（手塚國光）
- 劇場版 美食獵人TORIKO 3D 開幕！美食大冒險!!（日语：トリコ 3D 開幕!グルメアドベンチャー!!）（特瑞科）
- 劇場版 忍者亂太郎：忍術學園全員出動之卷！（善法寺伊作[100]）

2012年
- 劇場版 青之驅魔師（伊戈爾·諾伊豪斯[101]）

2013年
- AURA ～魔龍院光牙最後的戰鬥～（黑衣[102]）
- SHORT PEACE 『別了，武器』（強奇[103]）
- 劇場版 美食獵人TORIKO：美食神的超食寶（特瑞科[104]）
- 名偵探柯南：絕海的偵探（綾小路文麿[105]）

2014年
- 名偵探柯南：異次元的狙擊手（沖矢昴[106]、綾小路文麿[107]、森山仁）

2015年
- 劇場版 蒼藍鋼鐵戰艦 -ARS NOVA- DC（上陰龍二郎[108]）
- 劇場版 蒼藍鋼鐵戰艦 -ARS NOVA- Cadenza（上陰龍二郎[108]）

2017年
- 名偵探柯南：唐紅的戀歌  （綾小路文麿）
- 劇場版 妖怪手錶：暗影面鬼王的復活（青龍）

2018年
- 蠟筆小新：功夫小子 ～拉麵大亂鬥～（阿雙[109]）

2019年
- ONE PIECE STAMPEDE（黃猿／波爾薩利諾[110]）

2020年
- 劇場版 Fate/Grand Order -神聖圓桌領域卡美洛- 前篇 Wandering; Agateram（蘭斯洛特[111]）

2021年
- 名偵探柯南：緋色的彈丸（沖矢昴）
- 龍馬！The Prince of Tennis 新生劇場版網球王子（手塚國光）

2022年
- ONE PIECE FILM RED（黃猿／波爾薩利諾）

2024年
- BLOODY ESCAPE -地獄的逃走劇-（傑修[112]）
- 派對咖孔明 Road to Summer Sonia（諸葛孔明[113]）

### OVA
1990年
- 羅德斯島戰記（村人）

1991年
- 巫術（2）
- 夢回綠園（池田正十、副會長、宿舍學生C、男B）
- 含羞草（裁判）
- 暗黑之貓（日语：ダークキャット）（影崎標意）[注 2]
- 帝都物語（易者）
- 咆哮女郎巴明欣（飛機頭男子）

1992年
- 潮與虎（飛頭蠻）
- 銀河英雄傳說（艾密爾·馮·齊列）
- 幻想敘譚艾爾西亞（日语：幻想叙譚エルシア）（男A）
- 閃電霹靂車（法蘭茲·海尼爾）
- 閃電霹靂車11（法蘭茲·海尼爾）
- 絶愛 -1989-（日语：絶愛-1989-）
- 超時空要塞II -LOVERS AGAIN-（英格斯）

1993年
- 偶像防衛隊（加藤五郎）
- 創龍傳（戴納斯特副長）
- 地球守護靈（錦織一成）

1994年
- 宇宙騎士BLADE II（大衛·克陸格／Tekkaman Sommer）
- KIZUNA -絆-（鮫島蘭丸）
- 疾風無敵銀堡壘 在銀光的旗幟下（麥克雲地）
- 閃電霹靂車ZERO（法蘭茲·海尼爾）
- 我不是天使（日语：天使なんかじゃない）（瀧川秀一）
- 七都市物語 ～北極海戰線～（日语：七都市物語）（尼可拉斯·布魯姆）

1995年
- 精靈使（日语：精霊使い）
- 神秘的世界（陣内克彥）
- 人間革命（日语：人間革命）（山本伸一）
- 彌涅耳瓦公主（萊因阿爾塔）
- YAMATO2520（眼鏡）

1996年
- （觀音時天太）
- 斬鬼者覺悟（日语：覚悟のススメ）（星野、毒魔愚郎）
- KI·ME·RA（傑伊）
- 閃電霹靂車 EARLYDAYS RENEWAL（法蘭茲·海尼爾）
- 閃電霹靂車SAGA（法蘭茲·海尼爾）
- 新破裏拳旋風俠（日语：破裏拳ポリマー）（鬼河原武〈波利瑪〉）
- 超人學園（日语：超人学園ゴウカイザー）（紫紅京介）
- BURN-UP W（祐治）
- 火焰之紋章 紋章之謎（阿背爾）

1997年
- 激鋼牙3 熱血大決戰!!（強尼、勞科茲）
- 新機動戰記鋼彈W Endless Waltz（特列斯·克休里納達）

1998年
- 火宵之月 ～秋狂言～（日语：火宵の月）（琥龍）
- 靈異教師神眉 決戰！陽神術vs壁男（鵺野鳴介）
- 靈異教師神眉 校園七大不可思議，小美怪談（鵺野鳴介）
- 閃電霹靂車SIN（法蘭茲·海尼爾）
- 魔界轉生（天草四郎）

1999年
- 萬有引力（K）
- 靈異教師神眉 史上最大激戰！絕鬼來襲!!（鵺野鳴介）
- 卒業M ～我們的嘉年華～（日语：卒業M）（高城紫門）
- 太陽之船（日语：太陽の船 ソルビアンカ）（空洞）
- 倒凶十將傳（日语：倒凶十将伝）（風祭壬吾）
- 菜菜子解體診書（艾倫）

2000年
- 極速戰警（日语：エクスドライバー）（凱因時岡）
- KIRARA（日语：KIRARA）（亞瑟押原）
- 傳心 守護月天！（野村高志〈第2代〉）

2001年
- 倒凶十將傳 封魔五行傳承（風祭壬吾）
- 純情房東俏房客（坂田健太朗）

2002年
- 聖鬥士星矢 冥王黑帝斯十二宮篇（日语：聖闘士星矢 冥王ハーデス編）（雙子座 撒卡／雙子座 卡諾）
- 遙遠時空 ～紫陽花物語～（日语：遙かなる時空の中で-紫陽花ゆめ語り-）（阿克拉姆）
- 純情房東俏房客 Again（坂田健太朗）

2003年
- Vie Durant（日语：Vie Durant）（奧古斯特·羅蘭・伯爵）
- Di Gi Charat劇場 就交給初子吧！
- 遙遠時空2 ～白龍之神子～（日语：遙かなる時空の中で2-白き龍の神子-）（阿克拉姆）

2004年
- 酷哥爆走族（日语：荒くれKNIGHT）（善波七五十）
- 大YAMATO零號（日语：大YAMATO零号）（札瑞克聖帝）

2005年
- 反亂獵人X THE DAY OF Σ（傑洛／Zero）
- 超級機械人大戰ORIGINAL GENERATION THE ANIMATION（萊迪斯·F·布蘭修坦）
- 聖鬥士星矢 冥王黑帝斯冥界篇（日语：聖闘士星矢 冥王ハーデス編）（雙子座 卡諾／雙子座 撒卡）

2006年
- 網球王子 Original Video Animation 全國大賽篇（手塚國光、理查·坂田）

2007年
- 異國色戀浪漫譚（日语：異国色恋浪漫譚）（權藤龍司）
- 欠金情人（祇園寅之介）
- 關上最後的門（日语：最後のドアを閉めろ!）（本田正一）
- 網球王子 Original Video Animation 全國大賽篇 Semifinal（手塚國光）

2008年
- 網球王子 Original Video Animation 全國大賽篇 Final（手塚國光）
- 舞-乙HiME 0 ～S.ifr～（布魯斯·威爾士／布魯斯·溫德布倫）
- 潛龍諜影2 BANDE DESSINEE（日语：メタルギアソリッド バンドデシネ）（Vamp）

2009年
- 空罐少女！（男屋秀彥）
- 網球王子 Original Video Animation ANOTHER STORY ～過去與未來的訊息（手塚国光）

2011年
- 名偵探柯南 來自倫敦的秘密指令（沖矢昴）

2013年
- 拜託了！愛因茲貝倫相談室（Berserker）
- 史上最強弟子兼一 闇黑襲擊（納加拉賈）[注 3]
- 血咒聖痕（查爾斯·J·克里斯芬多）[注 4][114]

2014年
- LOVE STAGE!!（瀨名聖夜）

2015年
- 純情羅曼史（朝比奈薰）[注 5]
- 元氣少女緣結神 過去篇2「狐狸，墜入愛河」（黑麿〈男〉）

2016年
- 元氣少女緣結神 過去篇4「神明，前來迎接」（黑麿〈男〉）

2018年
- 高校星歌劇 in 萬聖節 OVA3（早乙女律）[115]
- 來玩遊戲吧 OVA1（老爺爺）[注 6]

2021年
- Fate/Grand Carnival（蘭斯洛特）

### 網路動畫
2010年
- Starry☆Sky（勞爾·馬提亞斯·讓·艾梅）

2015年
- 聖鬥士星矢 黄金魂 -soul of gold-（雙子座 撒卡）
- NINJA SLAYER from ANIMATION（巴西利斯克）

2017年
- 夢王國與沉睡中的100位王子殿下 短篇動畫（巴斯汀[116]）

2018年
- （長門浪漫）
- 異世界居酒屋 ～古都阿伊特力亞的居酒屋阿信～（戈德哈特）
- 怪物彈珠（凱特爾[117]）
- 聖鬥士星矢 聖鬥少女翔（雙子座 撒卡[118]）
- 惡魔城 -無罪的嘆息-（里昂·貝爾蒙多）

2019年
- 7SEEDS（2019～2020，角又萬作[119]）

2020年
- 小滿救援隊（日语：ちちぶでぶちち）（羅比）
- 鎮西八郎為朝（日语：鎮西八郎為朝 (アニメ)）（藤原賴長）

2023年
- 伊藤潤二『マニアック』（園原）
- 終末的女武神II（黑帝斯）

2024年
- Fate/Grand Order 搞不懂的藤丸立香 第2期（盖乌斯·尤利乌斯·恺撒）

2025年
- 終末的女武神III（黑帝斯[120]）

### 遊戲

#### 1990年代
1992年
- 超兄貴（伊駄天）
- BABEL（日语：BABEL）（塔西陀）

1993年
- A級雷電戰士 誕生篇（日语：Aランクサンダー 誕生編）（神白成一）
- 傳說的皇家騎士團（卡拉姆·費嘉洛將軍、艾許、赤炎史爾斯特）

1994年
- 凱撒衝擊（日语：カイザーナックル）（巴茲）
- GUNBIRD（日语：ガンバード）（波姆波姆、艾許）
- TWIN GODDESS（日语：ツインゴッデス）（旁白）
- 美少女戰士（日语：美少女戦士セーラームーン (ゲーム)）（清水）[注 7]
- 夢幻模擬戰II（里昂）
- 露娜 永恆之藍（朗法）

1995年
- 遊戲天國系列（Z-DYNE Mk-II）
- 超兄貴 究極無敵銀河最強男人（伊駄天）
- 超人學園（日语：超人学園ゴウカイザー）（紫紅京介）
- Der Langrisser（里昂）
- TV Animation 灌籃高手2 IH預賽完全版!!（日语：テレビアニメ スラムダンク2 IH予選完全版!!）（三井壽）
- 鬥神傳（日语：闘神伝）（凱因·阿莫）
- 鬥神傳S（凱因·阿莫）
- 鬥神傳2（凱因·阿莫）
- Private eye dol（日语：プライベート・アイ・ドル）（笹木忠雄）
- 水滸演武（日语：水滸演武）（活閻羅阮小七）

1996年
- 新幸運騎士 用餐的騎士們（日语：フォーチュン・クエスト）（克瑞·S·安德森）
- 神秘的世界（陣內克彥）
- 新超級機器人大戰（日语：新スーパーロボット大戦）（萊迪斯·F·布蘭修坦）
- 鬥神傳URA（凱因·阿莫）
- 鬥神傳2 PLUS（凱因·阿莫）
- 鬥神傳3（凱因·阿莫）
- 東方珍遊記（桑佐）
- 春風戰隊V Force（賽伊·賽米克斯）
- 閃電英雄 大悟的大冒險（日语：ライトニングレジェンド 大悟の大冒険）（朗卡克·海特里德）
- 洛克人8 金屬英雄們（布魯斯）

1997年
- 惡魔城X 月下夜想曲（艾卡多）
- 靈異教師神眉（鵺野鳴介）[注 8]
- 光明與黑暗3三部曲：王都的巨神（辛比奧斯、朱利安）
- 側影幻像（哈爾、莫瑟）
- 私立正義學園 LEGION OF HEROES（羅伊·布朗威爾、澤村修一）
- 超級機器人大戰F（特列斯·克休里納達）
- 命運傳奇（狄穆羅斯、米克多朗）
- 龍騎士4（艾特）
- 方塊傳說鬥神傳（凱因·阿莫）
- 水木茂的妖怪武鬥傳（日语：水木しげるの妖怪武闘伝）（鬼）
- 桃太郎道中記（日语：桃太郎道中記）（窮神）
- 悠久幻想曲（日语：悠久幻想曲）（艾伯特·柯林）
- 雷弩機兵蓋布拉夫（日语：雷弩機兵ガイブレイブ）（強尼）
- 夢幻模擬戰IV（朗帝斯）
- 洛克人賽車（日语：ロックマン バトル&チェイス）（布魯斯、陰影人、渦輪人）
- 洛克人X4（傑洛／Zero）

1998年
- 維新風暴 幕末志士傳（日语：維新の嵐 幕末志士伝）（土方歲三）
- EVE The Lost One（日语：EVEシリーズ）（櫻把浩治）
- 練習曲 序章 ～動搖的心情～（日语：etude prologue 〜揺れ動く心のかたち〜）（真田博士）
- 火星物語（日语：火星物語）
- 金田一少年之事件簿 星見島 悲哀的復仇鬼（阿佐桐卓也）
- 光明與黑暗3三部曲：被狙擊的神之子（辛比奧斯、朱利安）
- 光明與黑暗3三部曲：冰壁的邪神宮（辛比奧斯、朱利安）
- 新世代機器人戰記（日语：新世代ロボット戦記ブレイブサーガ）（護衛潛者、搏擊刑警馬克倫／超建設合體超級建設虎、獸王合體雷昂凱撒）
- 超級洛克人大冒險（日语：スーパーアドベンチャーロックマン）（布魯斯）
- 超級機器人大戰F 完結篇（特列斯·克休里納達）
- 異域神兵（卡雷倫）
- 仙窟活龍大戰（日语：仙窟活龍大戦カオスシード）（伊邪那岐、凱布雷斯＝雷利）
- 戰國美少女 斬斷雲空!!（霧隱才藏）
- 卒業M 學生會長的華麗陰謀（日语：卒業M）（高城紫門）
- 雙面嬌娃（佐久間良樹）
- 貓犬協奏曲（西昂·加藍多）
- 純愛手札 Drama Series Vol.2 彩之戀曲（大澤巧實）
- 鬥神傳Card Quest（凱因·阿莫）
- Back Gainer（守正）
- 秘密戰隊V（日语：ひみつ戦隊メタモルV）（格拉姆斯·馮·勒本鮑爾）
- YAKATA（赤城宗一）
- 悠久幻想曲 2nd Album（日语：悠久幻想曲#悠久幻想曲 2nd Album）（艾伯特·柯林）
- 夢☆色（吉村啓一）
- 夢幻模擬戰V ～The End of Legend～（朗帝斯）
- 真實機器人終極大戰（日语：リアルロボッツファイナルアタック）（萊迪斯·F·布蘭修坦）
- 露娜 永恆之藍2（朗法）

1999年
- SD鋼彈 G世代 ZERO（特列斯·克休里納達）
- ESPION-AGE－NTS（傑弗瑞·K·桑達斯）
- 夢幻騎士（厄尼斯特·萊爾）
- 後夜祭（日语：後夜祭）（竹下翔）
- CIRCADIA（日语：サーカディア）（桐生院綾彥）
- 私立正義學園 熱血青春日記2（羅伊·布朗威爾）
- 超級英雄作戰（日语：スーパーヒーロー作戦）（特列斯·克休里納達、萊迪斯·F·布蘭修坦）
- 超級機器人大戰完全版（菲依爾羅德·格蘭·畢爾榭依亞）
- 鬥神傳 昴（凱因·阿莫）
- FRIENDS ～閃耀的青春～（日语：同窓会 (ゲーム)#同窓会 -Yesterday Once More-）（瀧口洋介）
- 塗鴉小子（疾風）

#### 2000年代
2000年
- 機戰傭兵2（日语：アーマード・コア2）（頭部COM「DETAILED」「ROUGH」）
- SD鋼彈 G世代-F（特列斯·克休里納達、兒島薩恩）
- 決戰（日语：決戦シリーズ）（伊達政宗、立花宗茂、木村重成、上杉景勝）
- 建築重機械瘋狂戰鬥 破壞金剛!!（日语：建設重機喧嘩バトル ぶちギレ金剛!!）（金剛隼人）
- 超級機器人大戰α（萊迪斯·F·布蘭修坦、特列斯·克休里納達）
- 青澀之戀2（竹之內誠）
- 遙遠時空（阿克拉姆）
- 勇者聖戰2（日语：ブレイブサーガ2）（護衛潛者、搏擊刑警馬克倫／超建設合體超級建設虎、獸王合體雷昂凱撒）
- 永恆的阿卡迪亞（阿方索）
- 洛克人X5（傑洛／Zero）
- 燃燒吧！正義學園（羅伊·布朗威爾）
- 龍機傳承3（卡儂）

2001年
- 莉莉的鍊金工房 ～薩爾博格之鍊金術士3～（葛哈）
- 極點滅殺（楊法肯）
- SD鋼彈 G世代-F.I.F（特列斯·克休里納達）
- 光明騎士2（日语：グローランサーII）（厄尼斯特·萊爾）
- 決戰2（馬超、法正）
- 召喚夜響曲2（日语：サモンナイト2）（魯瓦伊德）
- 超級機器人大戰α for Dreamcast（萊迪斯·F·布蘭修坦、特列斯·克休里納達）
- 超級機器人大戰α外傳（艾札克·哥德諾夫）
- 星際大戰: 決戰星球 （里斯·達洛斯）
- 遙遠時空2（阿克拉姆）
- 全民高爾夫3（智、布魯）
- 潛龍諜影2 自由之子（Vamp）
- 洛克人X6（傑洛／Zero）

2002年
- SD鋼彈 G世代 NEO（特列斯·克休里納達）
- 金肉人II世 正義超人之路（日语：キン肉マンII世 正義超人への道）（凱文假面（日语：ケビンマスク））
- 金肉人II世 新世代超人VS傳說超人（日语：キン肉マン ジェネレーションズ）（凱文假面）
- 三國志戰記（郭嘉、張遼）
- JoJo的奇妙冒險 黃金旋風（日语：ジョジョの奇妙な冒険 黄金の旋風）（旁白）
- 超級機器人大戰IMPACT（日语：スーパーロボット大戦IMPACT）（明月永）
- 命運傳奇2（狄穆羅斯·廷巴）
- 時空幻境 Vol.1（日语：テイルズ オブ ファンダム Vol.1）（狄穆羅斯）
- 網球王子 GENIUS BOYS ACADEMY（日语：テニスの王子様 (ゲーム)）（手塚國光）
- 東京喵喵（加特·杜·洛瓦）
- 純愛手札 Girl's Side（姬條圓）
- 愛★殺球！（日语：ラブ★スマッシュ!）（查爾·雷諾）
- 永恆的阿卡迪亞傳說（阿方索）

2003年
- 亞克傳承 精靈的黃昏（日语：アークザラッド 精霊の黄昏）（鄧西摩、邦喬）
- EXASKELETON（日语：エグザスケルトン）（戈茨·馮·岡特）
- 學園天堂 BOY'S LOVE SCRAMBLE!（篠宮紘司）
- SAKURA ～雪月華～（日语：SAKURA 〜雪月華〜）（田原秀樹）
- 超級機器人大戰Scramble Commander（日语：スーパーロボット大戦Scramble Commander）（特列斯·克休里納達）
- D·N·ANGEL TV Animation Series ～紅之翼～（DARK MOUSY）
- 夢幻奇緣2（索羅伊·布萊耶、紅丸）
- 大家的王子（手塚國光）
- 洛克人X7（傑洛／Zero）

2004年
- 吸血鬼驚魂（日语：ヴァンパイアパニック）（吸血鬼）
- SD鋼彈 G世代 SEED（特列斯·克休里納達、安德烈·巴特菲爾德）
- 學園天堂 BOY'S LOVE SCRAMBLE！Type B（篠宮紘司）
- 金肉人 世代（日语：キン肉マン ジェネレーションズ）（凱文假面）
- 決戰III（織田信長）
- 魔法少年賈修 友情搭檔作戰（日语：金色のガッシュベル!! 友情タッグバトル）（文森·巴力）
- 魔法少年賈修!! 友情搭檔火力全開（日语：金色のガッシュベル!! 友情タッグバトル フルパワー）（文森·巴力）
- 魔法少年賈修 激鬥！最強的魔物們（日语：金色のガッシュベル!! 激闘!最強の魔物達）（文森·巴力）
- 魔法少年賈修 友情的電擊2（日语：金色のガッシュベル!! うなれ!友情の電撃2）（文森·巴力、英雄巴邦）
- 櫻坂消防隊（一之瀨翔）
- 魔法飛球（安東）
- 超級機器人大戰MX（明月永）
- 超級機器人大戰GC（日语：スーパーロボット大戦GC）（艾札克·哥德諾夫、修特肯·拉德克里夫、布魯斯·卡爾·伯恩斯坦）
- 異域傳說二部曲［善惡的彼岸］（理查）
- 數位惡魔傳說 天魔變（巴特）
- Double Reaction！PLUS（瀧村市衛）
- 鐵拳5（李超狼）
- 網球王子 2005 CRYSTAL DRIVE（手塚國光）
- 網球王子 RUSH & DREAM（手塚國光）
- 鋼之鍊金術師2 紅色靈藥的惡魔（日语：鋼の錬金術師2 赤きエリクシルの悪魔）（斯卡）
- 鋼之鍊金術師 夢想嘉年華（日语：鋼の錬金術師 ドリームカーニバル）（斯卡）
- 幕末戀華 新選組（日语：幕末恋華 新選組）（土方歲三）
- 遙遠時空3（白龍〈成長後〉）
- 歡迎光臨浪漫茶房（柏架槻）
- 洛克人X 指令任務（傑洛／Zero）

2005年
- 惡魔城 蒼月十字架（艾卡多／有角幻也）
- Anima Mundi 無盡的黑暗舞蹈（雷奧利克·撒貝利斯克伯爵）
- 反亂獵人X（傑洛／Zero）
- 武器種族傳說 翠風之劍（臥魯克斯·哈伍德）
- 學園天堂 再來一碗！（篠宮紘司）
- 機動戰士鋼彈SEED 聯合vs.Z.A.F.T.（日语：機動戦士ガンダムSEED 連合vs.Z.A.F.T.）（安德烈·巴特菲爾德）
- 王國之心II（賽哲爾）
- 魔法少年賈修 友情的電撃 Dream Tag Tournament（日语：金色のガッシュベル!! うなれ!友情の電撃 ドリームタッグトーナメント）（文森·巴力）
- 魔法少年賈修 魔鬼對戰（文森·巴力）
- 新光明與黑暗（日语：シャイニング・フォース ネオ）（男爵）
- 新選組群狼傳（日语：新選組群狼伝）（桂小五郎）
- 超級機器人大戰MX 攜帶版（明月永）
- 聖鬥士星矢 聖域十二宮篇（日语：聖闘士星矢 聖域十二宮編）（雙子座 ???／雙子座 撒卡、亞歷士教皇）
- 第3次超級機器人大戰α 終焉之銀河（萊迪斯·F·布蘭修坦、安德烈·巴特菲爾德）
- 永別月夜（九郎）
- 網球王子 校慶的王子（手塚國光）
- 天外魔境III NAMIDA（為朝）
- Twelve ～戰國封神傳～（日语：Twelve〜戦国封神伝〜）（朱利）
- 數位惡魔傳說2（阿迪爾）
- NAMCO x CAPCOM（突擊上尉、平景清）
- 遙遠時空 -八葉抄-（阿克拉姆）
- 遙遠時空3 十六夜記（白龍〈成長後〉）
- 夢幻奇緣2☆☆☆（索羅伊·布萊耶）
- BLEACH（朽木白哉）
  - Advance 染紅的屍魂界
  - ～獲選之魂～
  - GC 面對黃昏的死神
  - ～炙熱之魂～（日语：BLEACH 〜ヒート・ザ・ソウル〜）
  - BLEACH ～炙熱之魂2～
- 亡國之神盾2035 ～Warship Gunner～（日语：亡国のイージス2035 〜ウォーシップガンナー〜）（胡容和）
- Marginal Prince -月桂樹的王子們-（約書亞·格蘭特）
- 武藏傳II 劍聖（ロートシルト）
- 洛克人X8（傑洛／Zero）
- ONE PIECE 海盜嘉年華（日语：ONE PIECE パイレーツカーニバル）（卡古）

2006年
- Another Century's Episode 2（明月永）
- SD鋼彈 G世代 PORTABLE（特列斯·克休里納達、安德烈·巴特菲爾德）
- 【eM】-eNCHANT arM-（桃矢）
- 渾沌大戰（日语：カオスウォーズ）（厄尼斯特·萊爾）
- 機神飛翔DEMONBANE（日语：斬魔大聖デモンベイン）（亞斯拉德）
- 機動戰士鋼彈SEED DESTINY 聯合vs.Z.A.F.T.II（日语：機動戦士ガンダムSEED DESTINY 連合vs.Z.A.F.T.II）（安德烈·巴特菲爾德）
- 金肉人 肌肉世代（日语：キン肉マン ジェネレーションズ）（凱文假面）
- 金肉人 肌肉大獎賽MAX（日语：キン肉マン マッスルグランプリ#キン肉マン マッスルグランプリ）（凱文假面）
- CLANNAD（古河秋生）
- GE王者之劍（日语：グラナド・エスパダ）（男咒師）
- 召喚夜響曲4（魯瓦伊德）
- 自律機動戰車飯綱（日语：自律機動戦車イヅナ）（艾略特·西斯尼格）
- 超級機器人大戰XO（艾札克·哥德諾夫、修特肯·拉德克里夫、布魯斯·卡爾·伯恩斯坦）
- 異域傳說I、II（日语：ゼノサーガI・II）（理查）
- 異域傳說三部曲［查拉圖斯特拉如是說］（日语：ゼノサーガ エピソードIII［ツァラトゥストラはかく語りき］）（理查）
- 戰國BASARA2（豐臣秀吉）
- 地獄犬的輓歌 -最終幻想VII-（尼祿、WRO隊員）
- 地獄犬的輓歌失落的插曲 -最終幻想VII-（日语：ダージュ オブ ケルベロス ロスト エピソード ファイナルファンタジーVII）（尼祿）
- 命運傳奇（狄穆羅斯、葛瑞德）[注 9]
- 網球王子 心動野外生存 山麓的神秘（手塚國光）
- 天下人（日语：天下人 (ゲーム)）（上杉謙信）
- 遙遠時空 ～舞一夜～（日语：劇場版 遙かなる時空の中で 舞一夜）（阿克拉姆）
- 遙遠時空3 命運迷宮（白龍〈成長後〉）
- BLEACH（朽木白哉）
  - DS 翱翔藍天的命運
  - ～解放的野心～（日语：BLEACH 〜放たれし野望〜）
  - ～炙熱之魂3～
  - ～刀刃戰士～
- 最終護花使者 ～深夜的黑蝶物語～（日语：ラスト・エスコート）（和馬）

2007年
- 好逑少女 夏色Striker（五反田正人）
- 光明之風（西園寺春人）
- 超級機器人大戰OG ORIGINAL GENERATIONS（萊迪斯·F·布蘭修坦）
- 超級機器人大戰OG外傳（萊迪斯·F·布蘭修坦）
- 超級機器人大戰Scramble Commander the 2nd（日语：スーパーロボット大戦Scramble Commander the 2nd）（安德烈·巴特菲爾德）
- 星海遊俠1 初次啟航（阿斯摩太）
- 聖鬥士星矢 冥王黑帝斯十二宮篇（日语：聖闘士星矢 冥王ハーデス十二宮編）（雙子座 撒卡／雙子座 卡諾）
- 戰國BASARA2 英雄外傳（豐臣秀吉）
- 戰國無雙2 猛將傳（長宗我部元親）
- 命運傳奇2[注 10]（狄穆羅斯·廷巴）
- 鐵拳6（李超狼）
- 網球王子 CARD HUNTER（手塚國光）
- 網球王子 心動野外生存 海邊的秘密（手塚國光）
- 幕末戀華 花柳劍士傳（土方歲三）
- BLEACH（朽木白哉）
  - DS 2nd 黑衣閃耀鎮魂歌
  - ～炙熱之魂4～
  - ～刀刃戰士2nd～
- 瑪那鍊金術 ～學園鍊金術士們～（日语：マナケミア 〜学園の錬金術士たち〜）（迪歐弗拉圖斯·奧略爾斯）
- 無雙OROCHI（遠呂智）
- 魯邦三世：獻給魯邦死、獻給錢形愛（日语：ルパン三世 ルパンには死を、銭形には恋を）（光琳）
- 飄流幻境Online（丹尼爾）
- ONE PIECE 無限冒險（日语：ONE PIECE アンリミテッドアドベンチャー）（卡古）
- ONE PIECE 靈魂檔位（卡古）

2008年
- 妖之宮（加治鳩羽）
- 好逑少女 2 兩個小翠!?（五反田正人）
- 金肉人 肌肉大獎賽2 特大碗（日语：キン肉マン マッスルグランプリ#キン肉マン マッスルグランプリ2）（凱文假面）
- CLANNAD FULL VOICE（古河秋生）
- GetAmped 2（L.J.）
- 幻想水滸傳 黃道之輪（日语：幻想水滸伝ティアクライス）（傑爾）
- 超級機器人大戰A PORTABLE（明月永）
- 超級機器人大戰Z（安德烈·巴特菲爾德）
- 戰國BASARA X（豐臣秀吉）
- 天空之夢（日语：ソラユメ）（盧恩·艾古萊提）
- 貓犬協奏曲（西昂·加藍多）
- 命運傳奇 導演剪輯版（狄穆羅斯）
- 決鬥之戀 戀愛少女是勝利女神（日语：DUEL LOVE 恋する乙女は勝利の女神）（龍造寺景）
- 七龍珠Z 雙重爆裂激戰（日语：ドラゴンボールZ W爆烈IMPACT）（三星龍）
- 花樣男子 -戀愛女子-（西門總二郎）
- 遙遠時空4（納薩提亞）
- 遙遠時空 夢浮橋（阿克拉姆）
- BLEACH（朽木白哉）
  - The 3rd Phantom（日语：BLEACH The 3rd Phantom）
  - ～靈魂嘉年華～（日语：BLEACH 〜ソウル・カーニバル〜）
  - 聖戰對決
  - ～炙熱之魂5～
- 無限邊疆EXCEED 超級機器人大戰OG傳奇（日语：無限のフロンティア スーパーロボット大戦OGサーガ）（卡茨·科托爾諾斯、魯波爾·庫庫魯斯）
- 無雙OROCHI 蛇魔再臨（遠呂智、真·遠呂智、長宗我部元親）
- 幻影少年 cross road（焰緋）
- 妳的秋之回憶 ～Girl's Style～（日语：ユア・メモリーズオフ〜Girl's Style〜）（市位清孝）

2009年
- SD鋼彈 G世代 WARS（特列斯·克休里納達、安德烈·巴特菲爾德）
- 超級機器人大戰NEO（日语：スーパーロボット大戦NEO）（麥克雲地、克拉奇艾斯、艾札克·哥德諾夫）
- 戰國BASARA 熱戰英雄（豐臣秀吉）
- 戰國無雙3（長宗我部元親）
- 天空之夢 攜帶版（盧恩·艾古萊提）
- 決鬥傳奇（日语：テイルズ オブ バーサス）（狄穆羅斯）
- 網球王子 雙人王子 GIRLS, BE GRACIOUS！（手塚國光）
- 七龍珠改 DRAGON BATTLERS（日语：DRAGONBALL改 DRAGON BATTLERS）（三星龍）
- 撫子事務所!! ～你也來當配音員吧！～（日语：ナデプロ!!）（樋口龍）
- 遙遠時空 夢浮橋 Special（阿克拉姆）
- BLEACH（朽木白哉）
  - DS 4th 火焰使者
  - ～靈魂嘉年華2～
  - ～炙熱之魂6～
- 真名法典2（日语：マグナカルタ2）（阿爾戈·金杜）
- 無雙OROCHI Z（遠呂智、真・遠呂智、長宗我部元親）
- 妳的秋之回憶 ～Girl's Style～ PSP（市位清孝）
- 人中之龍3（當真昌洋）
- ONE PIECE 無限巡航 Episode:2 -覺醒的勇者-（日语：ONE PIECE アンリミテッドクルーズ）（卡古）

#### 2010年代
2010年
- 惡魔城 Harmony of Despair（日语：悪魔城ドラキュラ ハーモニー オブ ディスペアー）（艾卡多）
- 鋼彈無雙3（特列斯·克休里納達）
- 機動戰士鋼彈 極限vs.（日语：機動戦士ガンダム エクストリームバーサス）（安德烈·巴特菲爾德）
- 王國之心 夢中降生（泰拉）
- Keroro RPG 騎士與武者與傳說海盜（日语：ケロロRPG 騎士と武者と伝説の海賊）（魔王亞貢、凱洛斯）
- 戰場女武神2 加利亞王立士官學校（休伯爾·布裏克薩姆）
- TAKUYO 小遊戲集 ～初次周年紀念～（盧恩·艾古萊提）
- TATSUNOKO VS. CAPCOM ULTIMATE ALL-STARS（日语：タツノコ VS. CAPCOM#TATSUNOKO VS. CAPCOM ULTIMATE ALL-STARS）（傑洛／Zero）
- .hack//Link（與坂、清作）
- Happy☆Magic！（日语：Happy☆Magic! 〜ハピ☆マジ!〜）（城崎翠雨）
- BLEACH ～炙熱之魂7～（朽木白哉）
- 無限邊疆EXCEED 超級機器人大戰OG傳奇（日语：無限のフロンティアEXCEED スーパーロボット大戦OGサーガ）（卡策·科托諾斯、瓦納·甘德）
- ONE PIECE 大決戰！（日语：ONE PIECE ギガントバトル!）（卡古）

2011年
- 刺客教條：啟示錄（史雷蒙王子）
- SD鋼彈 G世代 WORLD（特列斯·克休里納達、安德烈·巴特菲爾德、布林·斯塔比利、迪萬·諾瓦）
- SD鋼彈 G世代 3D（特列斯·克休里納達、安德烈·巴特菲爾德、布林·斯塔比利、迪萬·諾瓦）
- 點心島的彼得潘 ～Sweet Never Land～（日语：お菓子な島のピーターパン 〜Sweet Never Land〜）（詹姆斯·虎克（英语：Captain Hook））
- 真·三國無雙6（司馬師）
- 真·三國無雙6 猛將傳（司馬師）
- 聖鬥士星矢戰記（日语：聖闘士星矢戦記）（雙子座 撒卡、海龍 卡諾）
- 戰國BASARA 年代群雄（豐臣秀吉）
- 戰國無雙3 猛將傳（長宗我部元親）
- 戰國無雙3 Z（長宗我部元親）
- 戰國無雙3 Empires（長宗我部元親）
- 戰國無雙 編年史（長宗我部元親）
- 戰場女武神3 -Unrecorded Chronicles-（休伯爾·布裏克薩姆）
- 戰律雲端（日语：戦律のストラタス）（小清水悠馬）
- 無盡傳奇（蓋亞斯）
- 鐵拳 Tag Tournament 2（李超狼）
- 美食獵人TORIKO 美食求生戰！（日语：トリコ グルメサバイバル!）（特瑞科）
- 特洛伊無雙（帕特羅克洛斯）
- 最終幻想 零式（玖音·世羽）
- ULTIMATE MARVEL VS. CAPCOM 3（日语：MARVEL VS. CAPCOM 3 Fate of Two Worlds）（傑洛／Zero）
- 瑪奇英雄傳（赫克）
- 無雙OROCHI 2（遠呂智、真·遠呂智、司馬師、長宗我部元親）
- ONE PIECE 大決戰！2 新世界（日语：ONE PIECE ギガントバトル! 2 新世界）（卡古）

2012年
- 機動戰士鋼彈 極限vs. 火力全開（日语：機動戦士ガンダム エクストリームバーサス フルブースト）（安德烈·巴特菲爾德、特列斯·克休里納達[注 11]）
- 機動戰士鋼彈SEED BATTLE DESTINY（日语：機動戦士ガンダムSEED BATTLE DESTINY）（安德烈·巴特菲爾德）
- 王國之心 3D ［夢降深處］（泰拉）
- 真·三國無雙 VS（司馬師）
- 真·三國無雙6 Empires（司馬師）
- 真·北斗無雙（豹[121]）
- 超級機器人大戰OG SAGA 魔裝機神II REVELATION OF EVIL GOD（吉諾·巴連西亞、弗瑞基、菲依爾羅德·格蘭·畢爾榭依亞、路扎姆諾·拉斯菲托托）
- Starry☆Sky ～After Spring～ Portable（勞爾·馬提亞斯·讓·艾梅）
- 戰國無雙 編年史 2nd（長宗我部元親[122]）
- 第2次超級機器人大戰OG（萊迪斯·F·布蘭修坦、弗瑞基、菲依爾羅德·格蘭·畢爾榭依亞）
- 第2次超級機器人大戰Z 再世篇（特列斯·克休里納達、安德烈·巴特菲爾德、布林·斯塔比利、迪萬·諾瓦、伊諾貝多兵）
- 無盡傳奇2（蓋亞斯[123]）
- 走出戶外！超時空麻煩花札大作戰（日语：とびだせ!トラぶる花札道中記）（狂戰士）
- 美食獵人TORIKO 美食求生戰！2（日语：トリコ グルメサバイバル!2）（特瑞科）
- 美食獵人TORIKO 美食怪獸！（日语：トリコ グルメモンスターズ!）（特瑞科）
- 那由多之軌跡（傑克斯特[124]、阿爾戈[125]）
- 薄櫻鬼 幕末無雙錄（西鄉隆盛）
- PROJECT X ZONE（傑洛／Zero[126]）
- 我的朋友很少 攜帶版（柏崎天馬）
- 無雙OROCHI 2 Special（遠呂智、真·遠呂智、司馬師、長宗我部元親）
- 無雙OROCHI 2 Hyper（遠呂智、真·遠呂智、司馬師、長宗我部元親）
- （新宿凛太郎）
- ONE PIECE 海賊無雙（卡古）
- ONE PIECE ROMANCE DAWN 冒險的黎明（日语：ワンピース ROMANCE DAWN 冒険の夜明け）（卡古）
- ONE PIECE ONEPY B MATCH IC（日语：ワンピーベリーマッチ）（卡古）

2013年
- Unlight（里斯）
- Chaos Heroes Online（雷奧尼克[127]）
- KILLER IS DEAD（蒙德·扎帕[128]）
- 劍為君舞（日语：剣が君）（緣[129]）
- 真·鋼彈無雙（特列斯·克休里納達）
- 真·三國無雙7（司馬師[130]）
- 真·三國無雙7 猛將傳（司馬師[131]）
- 超級機器人大戰OG INFINITE BATTLE（日语：スーパーロボット大戦OG INFINITE BATTLE）（萊迪斯·F·布蘭修坦[132]）
- 超級機器人大戰OG傳奇 魔裝機神III PRIDE OF JUSTICE（日语：スーパーロボット大戦OGサーガ 魔装機神III PRIDE OF JUSTICE）（吉諾·巴連西亞、弗瑞基、路扎姆諾·拉斯菲托托）
- 聖鬥士星矢 英勇鬥士（日语：聖闘士星矢 ブレイブ・ソルジャーズ）（雙子座 ???／雙子座 撒卡／雙子座 卡諾、海龍 卡諾、亞歷士教皇）
- Double Score ～Cattleya×Narcissus～（橘隆蒼[133]）
- Double Score ～Marguerite×Tulip～（橘隆蒼[134][135]）
- 數碼寶貝大冒險（惡魔獸）
- 誓血龍騎士3（聖特[136]）
- 美食獵人TORIKO 終極生存戰（日语：トリコ アルティメットサバイバル）（特瑞科）
- 美食獵人TORIKO 超美食大戰！（日语：トリコ グルメガバトル!）（特瑞科）
- 亞瑟公主（日语：Princess Arthur）（馬林[137]）
- 男友伴身邊（日语：ボーイフレンド（仮））（神凪統）
- 無雙OROCHI 2 Ultimate（遠呂智、真·遠呂智、司馬師、長宗我部元親）
- ONE PIECE 海賊無雙2（卡古）

2014年
- 阿拉伯迷情 ～The engagement on desert～（日语：アラビアンズ・ロスト）（西奧多·洛[138]）
- （武田信玄[139]）
- 裏語 薄櫻鬼 ～調～（西鄉隆盛[140]）
- 機動戰士鋼彈 極限vs. 全力爆發（日语：機動戦士ガンダム エクストリームバーサス マキシブースト）（安德烈·巴特菲爾德、特列斯·克休里納達）
- CV ～CASTING VOICE～（日语：CV 〜キャスティングボイス〜）（獅之谷克利斯[141]）
- 王國之心HD 2.5 ReMIX（日语：キングダム ハーツ HD 2.5 リミックス）（泰拉、薩查）
- 碧藍幻想（巴拉科納[142]）
- 真·三國無雙7 Empires（司馬懿、司馬師）
- 超級機器人大戰OG傳奇 魔裝機神F COFFIN OF THE END（日语：スーパーロボット大戦OGサーガ 魔装機神F COFFIN OF THE END）（吉諾·巴連西亞、弗瑞基、路扎姆諾·拉斯菲托托）
- 黑雪公主 ～Snow Black～（法爾科·洛達[143]）
- 黑雪公主 ～Snow Magic～（法爾科·洛達[144]）
- 魁!! 男塾 ～日本啊，這才是男子漢！～（[145]）
- 3594e -三國志英歌-（張角[146]）
- J-STARS Victory VS（日语：ジェイスターズ ビクトリーバーサス）（特瑞科、鵺野鳴介）
- 巴哈姆特之怒（亞特斯[147]）
- 超級英雄世代（[148]）
- 戰國BASARA4（豐臣秀吉[149]）
- 戰國無雙 編年史 3（日语：戦国無双 Chronicle 3）（遠呂智[150]）
- 戰國無雙4（長宗我部元親[151]）
- 爽海掠奪者!!（汀·卡維爾[152]）
- 七龍珠群雄（三星龍）
- 英雄銀行（日语：ヒーローバンク）（底波拉貴崎[153]）
- 英雄銀行2（底波拉貴崎[154]）
- 自由戰爭[155]

2015年
- 傳頌之物 虛偽的假面（雷公[156]）
- 男遊郭（日语：男遊郭）（神樂[157]）
- CLOSERS（李大衛[158]）
- 劍為君舞for V（緣[159]）
- 新網球王子 ～Go to the top～（手塚國光[160]）
- 超級機器人大戰BX（Blue Vitor、Blue Daystar、明月永）
- 聖鬥士星矢 鬥士之魂（雙子座 ???／雙子座 撒卡／雙子座 卡諾、海龍 卡諾）
- 絕對階級學園 ～Eden with roses and phantasm～（鏑木蒼一郎[161]）
- 異度神劍X（盧[162]）
- 戰國BASARA4 皇（豐臣秀吉[163]）
- BLEACH: Brave Souls（朽木白哉、裙带菜大使）
- 戰國無雙4-II（長宗我部元親）
- 戰國無雙4 Empires（長宗我部元親）
- 第3次超級機器人大戰Z 天獄篇（薩爾提亞斯·亞庫斯）
- 鎖上手扣 偶像共同生活！（神宮寺大雅[164]）
- 東京乙女餐廳（日语：東京乙女レストラン）（烏羽東洋一[165]）
- 七龍珠Z 超究極武鬥傳（日语：ドラゴンボールZ 超究極武闘伝）（三星龍）
- Fate/Grand Order／Arcade（尤利烏斯·凱撒、羅慕路斯、歌劇魅影、蘭斯洛特、弗拉德三世[166]）2作品
- 疾走王子（壇悠次郎[167]）
- PROJECT X ZONE 2：BRAVE NEW WORLD（日语：PROJECT X ZONE 2:BRAVE NEW WORLD）（傑洛／Zero、突擊上尉[168]）
- 夢王國與沉睡中的100位王子殿下（華斯諦）
- ONE PIECE 海賊無雙3（卡古）

2016年
- 傳頌之物 二人的白皇（雷公）
- 機動戰士鋼彈 極限vs.FORCE（日语：機動戦士ガンダム エクストリームバーサス フォース）（特列斯·克休里納達）
- 機動戰士鋼彈極限vs.全力爆發 ON（日语：機動戦士ガンダム エクストリームバーサス マキシブースト ON）（安德烈·巴特菲爾德、特列斯·克休里納達）
- 格林筆記（代用海龜[169]）
- 召喚夜響曲6 消逝的境界（日语：サモンナイト6 失われた境界たち）（魯瓦伊德[170]）
- 超級機器人大戰OG THE MOON DWELLERS（萊迪斯·F·布蘭修坦、骷髏騎士）
- 星海遊俠5 忠誠與背叛（達利爾·卡米茲[171]）
- 戰國BASARA 真田幸村傳（豐臣秀吉）
- 鎖鏈戰記（朗斯邦[172]）
- Dies irae ～Interview with Kaziklu Bey～（路德維希·馮·羅森克蘭茲＝瑪土撒拉[173]）
- 時空幻境 群星傳奇（日语：テイルズ オブ アスタリア）（蓋亞斯[174]）
- Tales of Link（蓋亞斯[175]）
- 天下統一戀之亂 Love Ballad（明智光秀）
- TriLink 光之女神與七魔獸（邪神[176]）
- 七龍珠 異戰2（三星龍）
- 男友伴身邊 閃亮☆音符（日语：ボーイフレンド（仮））（神凪統）
- 文豪與鍊金術師（永井荷風）

2017年
- 王國之心HD 2.8 Final Chapter Prologue（日语：キングダム ハーツ HD 2.8 ファイナル チャプター プロローグ）（泰拉）
- 超級機器人大戰V（安德烈·巴特菲爾德、護衛潛者、盧靖嘉）
- 遙遠時空3 Ultimate（白龍〈成長後〉）
- 原子小金剛：時空的盡頭（死亡十字殿下[177]）
- 黑騎士與白魔王（奧丁[178]）
- 七龍珠群雄 究極任務X（三星龍）
- Aerial Legends（艾伯特[179]）
- 足球小將翼 ～奮戰夢幻隊～（火野龍馬[180]）
- Crack in（西小路巴[181]）
- 新網球王子 RisingBeat（手塚國光）

2018年
- 超級機器人大戰X-Ω（日语：スーパーロボット大戦X-Ω）（2018～2020，安德烈·巴特菲爾德、布魯斯[182]、萊迪斯·F·布蘭修坦、紀吉·史塔）
- 奧林巴斯的郵筒（黑[183]）
- 七大罪 布里塔尼亞的旅人（樞機卿海爾布萊姆[184]）
- 真·三國無雙8（司馬懿[185]、司馬師[186]）
- 遙遠時空 Ultimate（阿克拉姆）
- 超級七龍珠群雄（三星龍）
- 超級機器人大戰X（護衛潛者、盧靖嘉）
- 聖火降魔錄 英雄雲集（芬恩）
- Fate/EXTELLA LINK（蘭斯洛特[187]）
- 時空幻境 鏡光傳奇 Mirrage Prison（日语：テイルズ オブ ザ レイズ）（2018～2019，狄穆羅斯·廷巴、蓋亞斯）
- 無雙OROCHI 3（遠呂智[188]、真·遠呂智、司馬懿、司馬師、長宗我部元親）
- 夢間集（日语：夢間集）（玄鐵重劍）
- 任天堂明星大亂鬥 特別版（Mii鬥士〈類型5〉、艾卡多、傑洛／Zero）

2019年
- RE8召喚輪轉（辛巴達[189]）
- 七騎士（シルベスター）
- 王國之心III（泰拉）
- 坦克世界（戰車長聲音[190]）
- 超級機器人大戰T（護衛潛者、伊諾巴、瓦西魯蒙·拉茲埃爾森）
- 夢幻模擬戰Mobile（雷丁、樹之賢者、蘭斯、蘭迪烏斯、利昂[191]）
- 魔法少年賈修 Golden Memories（文森·巴力）
- 魔法氣泡!! Quest（日语：ぷよぷよ!!クエスト）（馬西里特博士[192]、雙子座 撒卡[193]）
- TEPPEN（傑洛／Zero）
- 鬼哭之邦（日语：鬼ノ哭ク邦）（加渥德[194]）
- BLADE XLORD 眾劍之王（[195]）
- 星鳴迴響（天覧堂[196]）
- 銀河遊俠1：初次啟航R（亞斯魔迪司）
- 新櫻花大戰（總裁G[197]／幻庵葬徹）
- 新楓之谷（黑魔法師／白魔法師）

#### 2020年代
2020年
- ONE PIECE 海賊無雙4（卡古、黃猿／波爾薩利諾）
- 刀劍亂舞 -ONLINE-（日光一文字[198]）
- 聖鬥士星矢RISING COSMO（雙子座 撒卡）
- 洛克人X DiVE（日语：ロックマンX DiVE）（傑洛／Zero[199]）[注 12]
- 男校公主 Another Princess Day ～White or Black～（皇艷真[200]）

### 廣播劇CD
- 清秀佳人（瑪麗拉·卡斯伯特）
- Einsatz（日语：アインザッツ）（賴場駈呂的父親）
- 空罐少女！（男屋秀彥）
- 淺見光彥系列（日语：浅見光彦シリーズ）「後鳥羽傳說殺人事件」（桐山）
- 玩伴貓耳娘（宮城雄一）
- Anima Mundi 無盡的黑暗舞蹈 系列（雷奧利克·撒貝利斯克伯爵）
  - 廣播劇CD第1彈 親友篇 遙遠日子的記憶
  - 廣播劇CD第2彈 暗黑篇 結社的狂宴
  - 廣播劇CD第3彈 王宮篇 反逆的警鐘
- animateCD精選 裝甲戰士（日语：サイバーボッツ）（早乙女陣）
- （武田信玄[201]）
- Innocent Size（日语：イノセント・サイズ）（二葉夏帆）
- Weiß kreuz系列（克洛弗德）
  - Weiß kreuz Dramatic Collection I The Holy Children
  - Weiß kreuz Dramatic Image Album III SCHWARZ I
  - Weiß kreuz Dramatic Image Album IV SCHWARZ II
- 血咒聖痕系列（查爾斯·J·克里斯芬多）
- 魔域幽靈系列（歐巴斯）
  - 電擊CD文庫EX 魔域幽靈 ～勇士之夜～
  - 魔域幽靈之夜 ～微笑祭典之夜～[注 13]
- 歌姬（托瑪斯的父親）
- S.S.D.S. ～Super Stylish Doctors Story～（日语：S.S.D.S. 〜Super Stylish Doctors Story〜）系列（霧谷玲司）
- 王子（笑）系列（日语：王子様（笑）シリーズ）（「竹取物語」的王子）
- Audio RPG 超龍戰記超龍騎士（日语：超龍戦記ザウロスナイト）（加盧薩）
- 大垣kyun物語（日语：大垣きゅん物語）（赤坂智史）
- （神樂[202]）
- 大奧·男女逆轉（春日局）
- 音靈（永妻恭優）
- 神的樂園（波塞冬）
- 奇才樂團物語「白之章」（露芬斯）
- 春江月花嫁曲（日语：きらきら馨る）系列（中務卿宮）
- Q弟偵探因幡（緒方柚樹）
- 金田一少年之事件簿 死神病院殺人事件（明智健悟）
- 禁斷（加納毬也）
- 禁斷☆放學後的戀人 ～開始的鈴聲～（小早川大樹）
- 藥之墨角蘭（日语：くすりのマジョラム）（藥師寺錠的父親〈藥師寺誠〉）
- CLANNAD（古河秋生）
- CLAMP學園怪奇現象研究會事件檔案（日语：CLAMP学園怪奇現象研究会事件ファイル）（兔屋高雪）
- 劍為君舞（日语：剣が君）系列（緣[129]）
  - 劍為君舞 主題歌「軌跡」[注 14]
  - 劍為君舞 原聲帶+ 廣播劇
  - 劍為君舞 廣播劇CD 劍之章「迷霧の箱根峠」
  - 劍為君舞 廣播劇CD 君之章「料理茶屋大騒動」
- 系列（若狹龝）
  -  廣播劇CD
  -  廣播劇CD II
- 幸福喫茶3丁目（日语：幸福喫茶3丁目）（松本南吉）
- 格鬥天王'94（草薙京）
- CD劇場精選集 三國志（日语：CDドラマコレクションズ 三國志）（馬謖幼常）
- G奇幻漫畫CD精選 火焰之紋章 暗黑龍與光之劍（琵琶）
- 電影的原聲帶 鬼眼狂刀KYO系列（大四老·遊庵）
- （現實主義博士）
- 新·春香傳（夢龍）
- 瑞士時鐘之謎（神坂映一）
- 超級機器人大戰OG THE SOUND CINEMA Vol.1～3（萊迪斯·F·布蘭修坦）
- STRANGE+（日语：ストレンジ・プラス）系列（正宗）
  - STRANGE+ THE DRAMA CD
  - STRANGE+ THE DRAMA CD2「DEEP SEEKER」
- 世紀末達林系列（坂本三四郎）
- 絕對達令（ガク·ナミキリ）
- 異域傳說 OUTER FILE（理查）
- 7SEEDS（角又萬作）
- 戰國無雙 百花響演（長宗我部元親）
- 老師！（伊藤貢作）
- 葬儀屋里德路（日语：葬儀屋リドル）（布拉德）
- 創龍傳（龍堂續）
- ZONE-00（日语：ZONE-00） 劇-III（黑薔薇朧兒）
- DARK EDGE（日语：DARK EDGE） 開始的預備鈴（佐藤）
- 塔羅之門（日语：タブロウ・ゲート）（艾利法斯）
- TARAKO PAPPARA PARADISE（布拉奇）
- 月與闇之戰記（日语：月と炎の戦記）（伊勢滋也）
- Dear 親愛的（凱因·克雷特）
- Dear Girl ～Stories～ 響 廣播劇CD 暗黑響編（暗黑響·朔夜）
  - Dear Girl ～Stories～ 響 廣播劇CD THE Final（暗黑響·朔夜[203]）
- D·N·ANGEL系列（DARK MOUSY、厄尼斯特·闊瑞）
- Twinkle Saber NOVA（日语：ティンクルセイバー#ドラマCD）（淺凪九郎）
- 命運傳奇（狄穆羅斯）
- 決鬥之戀 戀愛少女是勝利女神（日语：DUEL LOVE 恋する乙女は勝利の女神） 原聲廣播劇CD 戀愛王子是勝利天堂（龍造寺景）
- 電視動畫 超級機械人大戰OG -The Inspector- 廣播劇CD VOL.2（萊迪斯·F·布蘭修坦）
- 電視動畫「疾走王子Alternative」有聲劇場 TAKE A DAY OFF（壇悠次郎[204]）
- （阿比多）
- 天使禁獵區（亞當·卡達蒙）
- 東京瘋狂天堂（日语：東京クレイジーパラダイス）（涉谷良行）
- 東京MIDNIGHT系列（藤堂弘也）
  - 東京MIDNIGHT
  - 新·東京MIDNIGHT
- 純愛手札 Girl's Side系列（姬條圓）
  - 序曲 1st Love
  - 廣播劇Vol.2 ～feat.姬條圓、鈴鹿和馬
  - Clovers' Graffiti 4 姬條圓
  - chapter2 Another Season ～Summer～
  - 形象歌曲精選輯 ～Be Mine～
  - ～回憶繪本（全員版）～
- 風之王國（日语：風の王国）（里吉姆）
- 幻想魔傳 最遊記 第四卷 Bad Company（夢天）
- TRANSFORMERS Kiss Players♥ 羅迪馬斯×蕭蕭（日语：トランスフォーマー キスぷれ）（羅迪馬斯）
- 撫子事務所!!（日语：ナデプロ!!）（樋口龍）
- （大公）
- 忍者亂太郎系列（善法寺伊作、魔界之小路）
- HYPER杏奈（日语：ハイパーあんな）（三光院康成）
- 系列（朔夜）
- 義大利麵黑手黨（番茄肉醬）
- Baccano！（拉德·魯索）
- 隱王廣播劇CD 『暑假別墅盗難事件篇』（風魔小太郎）
- 緋色螺旋四重奏（日语：バーヴェリアン四重奏）（川上國臣）
- 幕末志士的戀愛情事（日语：幕末志士の恋愛事情）系列（武市半平太）
  - 幕末志士的戀愛情事 廣播劇CD 
  - 幕末志士的戀愛情事 廣播劇CD [205]
- 花樣少年少女（九條威月）
- （三條小路幹彥）
- BALETTSTAR（日语：バレスタ）（宮田英治）
- 羔羊的眼淚（日语：ひつじの涙）（蓮見理人）
- FALCOM SPECIAL BOX（日语：ファルコムスペシャルBOX） '96
  - [DISC1] CD廣播劇 伊蘇V 失落的砂之都凱芬（史托克）
  - [DISC2] CD廣播劇 Brandish外傳（卡爾）
- 夢幻奇緣2系列（索羅伊·布萊耶）
- 封殺鬼（日语：封殺鬼）系列（神島達彥）
- Fate/stay night Original Soundtrack & Drama CD Garden of Avalon - glorious, after image（蘭斯洛特[206]）
- Fate/Zero（Berserker）
- 幸運騎士（日语：フォーチュン・クエスト）（克瑞·S·安德森）
- 夢幻遊戲（心宿）
- 魔法水果籃（草摩紫吳）
- 我的喬潘（日语：僕のショパン）系列（弗里德里希·卡爾克布雷納）
  - 我的喬潘 名曲集&廣播劇CD #1 喬潘
  - 我的喬潘 名曲集&廣播劇CD #2 李斯特
  - 我的喬潘 名曲集&廣播劇CD #3 舒曼
  - 我的喬潘 名曲集&廣播劇CD #4 孟德爾頌
- 系列（布拉奇）
- MARKER LIGHT-BLUE 廣播劇CD「the Water flows into the Flame 」（[207][注 15]）
- Marginal Prince -月桂樹的王子們-（約書亞·格蘭特）
  - 迷你劇場「來自蘇古諾夫博士的通知事項」（「Marginal Prince Songs 2.1 -Stanislav Sokurov-」內收錄）
  - 迷你劇場「米哈伊爾與約書亞的約定」（「Marginal Prince Songs2.2 -Mikhail Nevsky-」內收錄）
- 超時空保姆 ～AFTER～（天羽宙）
- 魔狼王烈風傳 外傳（蘇芳）
- 守護月天！再逢（野村高志〈第2代〉）
- 女神異聞錄Persona（上杉秀彥）
- 龍的溫柔殺伐系列（雷牙王阿爾法德）
- 綜藝節目廣播劇CD 大和彼氏 天下的戀愛由我奪得了！ ～福岡VS北海道篇～（古賀大河）
- 妳的秋之回憶 ～Girl's Style～（日语：ユア・メモリーズオフ〜Girl's Style〜） 廣播劇CD Road of the Your 完全盤（市井清孝）
- 勇者警察傑德卡 CD推理劇場 「謎之請帖 ～現在，被說出真實之時～」（搏擊刑警馬克倫、穆德拉）
- Love Celeb（日语：ラブセレブ） Vol.1－3（經理花卷）
- LOVE PRESENTER（置栖川春人）
- Rumble Fish（日语：ランブルフィッシュ (小説)）（藤真蒼威）
- 系列（深波）
  - 第1卷 黑之王太子
  - 第2卷 紫都的貴公子
- 雨戰士 雨中的日子誕生的戰士（雷格爾）
- 洛克人千鈞一髮（布魯斯、漫才機器人、廣播）
- 幻影少年（焰緋）

### BLCD
- DOOR系列（本田正一）
  - 開失
  - 停駐你的心門！（日语：最後のドアを閉めろ!） 1 ～Replay～
  - 停駐你的心門！ 2
- 間之楔 DARK-EROGENOUS（達利爾）
- 惡魔的理論學1、2（伊集院）
- 鮮甜融點（涉澤雅史）
- ANIMALX（鮎川裕司）
- 異國色戀浪漫譚（日语：異国色恋浪漫譚）系列（權藤龍司）
- 王子的讀書會（日语：王子様のお勉強）（教育主管）
- 國王與我（飛鷹祐太郎）
- 欠金情人系列（祇園寅之介）
- 學園天堂系列（篠宮紘司）
- 課長之戀（日语：課長の恋）（大寶和彥）
- 絆 -KIZUNA-系列（鮫島蘭丸）
- 貴族與熱沙的皇子（小野塚竹雪）
- 萬有引力系列（K）
- 高慢天使紳士野人（槙哉千里）
- 青桃院學園風紀錄（日语：青桃院学園風紀録）系列（伊集院躑躅）
- 純愛…♥ 系列 4（雪川聖一郎）
- 眠
- 金環觸
- 戀之系列（高杉寶翔）
  - 戀之調味料
  - 戀之混音
  - 戀之混音 藤之宮君救濟篇
  - 戀之頂級的
- 罪深夜
- 誘捕小羊計劃！（日语：仔羊捕獲ケーカク!）系列（久慈克貴）
- 大聲叫出來！（日语：叫んでやるぜ!#ドラマCD）系列（水澤輝志）
- 讓你能幸福（日语：しあわせにできる）系列（久遠寺皇）
- 締切前!?（不破總一郎）
- 純情恐怖分子（朝比奈薰）
- 少年的費洛蒙（森田悅郎）
- 喜歡所以喜歡系列（永瀨芥）
- scandal系列（日语：スキャンダルシリーズ）（高橋飛鶴）
  - 學園祭的scandal♥ scandal系列 3
  - 聖夜的scandal♥ scandal系列 4
  - 在迷戀的眼中scandal♥ scandal系列 5
  - 修學旅行的scandal♥ scandal系列 6
- 星陵最恐物語（潤真裕一郎）
- 1-3 （取手）
- 系列（相模原敦司）
- 罪系列（高梨良平）
  - 罪約束
  - 罪
  - 罪
  - 罪宿命
  - 罪復
- 帝都紳士倶樂部 Lapis Homme
- 系列
  - 熱好
- 情熱系列（久保佳人）
  - 情熱
  - 情熱情熱 2
  - 情熱飛沫情熱 3
  - 情熱結晶 情熱 4
- 富士見二丁目交響樂團系列（守村悠季）
- 變 HEN
- 我們的不歸路（日语：ぼくはこのまま帰らない）（吉成律朗）
- 淫系列（中津忠利）
  - 淫罠堕
  - 淫
  - 淫
  - 淫
- 雌花系列（江南耕介）
- 誘惑系列（橘季慈）
  - 誘惑 ～2nd Story～
  - 誘惑 Final Stage
- 任性的福音（赦那）
  - 天之華，地之風（周瑜）

### 廣播劇
- 電視動畫「至高指令」後日談的原聲廣播劇（葉鳥半藏）

### 動態漫畫
2011年
- VOMIC 放學後的王子（手塚國光）

2012年
- （草摩紫吳）[注 16]

2016年
- 諸神的海苔捲（銀髮男[208]）

2018年
- dTV（日语：DTV (NTTドコモ)） BATTLE STUDIES（日语：バトルスタディーズ）（狩野笑太郎）

### 外語配音
※除了表格的作品之外，依英文名稱及英文原名排序。

#### 電影／電視影集
| 作品年份 | 作品名稱                                  | 配演角色               | 演員            | 媒介                                     |
| -------- | ----------------------------------------- | ---------------------- | --------------- | ---------------------------------------- |
| 1998     | 戀愛時代                                  | Cliff Elliot           | 史考特·佛利     | －                                       |
| 1998     | 大學生費莉希蒂                            | Noel Crane             | 史考特·佛利     | －                                       |
| 2000     | 驚聲尖叫3                                 | Roman Bridger          | 史考特·佛利     | －                                       |
| 2005     | 實習醫生                                  | Henry Burton           | 史考特·佛利     | －                                       |
| 2006     | 反恐特勤隊                                | Bob Brown              | 史考特·佛利     | －                                       |
| 2012     | 醜聞風暴                                  | Jake Ballard           | 史考特·佛利     | －                                       |
| 2004     | 江湖大嫂                                  | 鄭秋                   | 馮德倫          | DVD版本                                  |
| 1999     | 特警新人類                                | 火柴／Match            | 馮德倫          | DVD版本                                  |
| 2005     | 精武家庭                                  | 阿豪／Nicky            | 馮德倫          | DVD版本                                  |
| 2002     | THE SNOW                                  | 林保、里見             | 馮德倫          | DVD版本                                  |
| 2012     | 太極：從零開始                            | 阿難                   | 馮德倫          | 影碟版本                                 |
| 2012     | 太極2：英雄崛起                           | 阿難                   | 馮德倫          | 影碟版本                                 |
| 2012     | 超級戰艦                                  | Alex Hopper中尉        | 泰勒·克奇       | 劇院公映／影碟／朝日電視台／免費頻道版本 |
| 2012     | 紅翼行動                                  | Michael P. Murphy      | 泰勒·克奇       | 影碟版本                                 |
| 2013     | 偷天毒犯                                  | Chon                   | 泰勒·克奇       | 影碟版本                                 |
| 2014     | 痞子英雄2：黎明再起                       | 陳真                   | 林更新          | 影碟版本                                 |
| 2014     | 智取威虎山                                | 少劍波／203部隊隊長    | 林更新          | 影碟版本                                 |
| 2013     | 狄仁傑之神都龍王                          | 沙陀忠                 | 林更新          | DVD版本                                  |
| 2015     | 武神趙子龍                                | 趙雲                   | 林更新          | DVD版本                                  |
| 2018     | 狄仁傑之四大天王                          | 沙陀忠                 | 林更新          | DVD版本                                  |
| 1982     | 少林寺                                    | 半空                   | 王珏            | DVD版本                                  |
| 1992     | 飛越情海                                  | Jeff                   | －              | －                                       |
| 1996     | 絕命時刻                                  | Gene Watson            | Johnny Depp     | 日本電視台版                             |
| 1996     | 不惜一切                                  | Jimmy Emmett           | Joaquin Phoenix | 電視播出版                               |
| 1997     | 反擊王／雙重火力                          | －                     | －              | 影碟版本                                 |
| 1998     | Killer Net                                | Joe Hunter             | Paul Bettany    | －                                       |
| 1999     | 對面惡女看過來                            | Joey Donner            | Andrew Keegan   | －                                       |
| 1999     | 隔世情緣                                  | 金仙                   | 宋承憲          | －                                       |
| 2000     | 殉情記                                    | Romeo Montague         | Leonard Whiting | 東京電視台版／DVD收錄                    |
| 2000     | 哈啦英國派                                | Adonis                 | James Murray    | －                                       |
| 2000     | 丹赤飛燕秀                                | 譚                     | 金錫勛          | －                                       |
| 2000     | 是誰搞的鬼                                | Barry Cox              | Ryan Phillippe  | 朝日電視台版                             |
| 2000     | 眾神與野獸                                | Clayton Boone          | Brendan Fraser  | 劇院公映版本                             |
| 2000     | Luftpiraten－113 Passagiere in Todesangst | Philipp Neuss          | Frank Stieren   | 電視播出版                               |
| 2001     | 衝鋒陷陣                                  | Ronnie "Sunshine" Bass | Kip Pardue      | －                                       |
| 2001     | 美麗痴狂                                  | Carlos Nuñez           | Jay Hernandez   | －                                       |
| 2001     | 神龍傳奇                                  | Ridley Freeborn        | Justin Whalin   | 影碟版本                                 |
| 2001     | 珍珠港                                    | Red Winkle             | Ewen Bremner    | 朝日電視台版                             |
| 2001     | 第四期計劃                                | 西蒙·泰特              | 迪恩·凱恩       | DVD版本                                  |
| 2002     | 朋友                                      | 趙成澤                 | 徐泰和          | DVD版本                                  |
| 2002     | 穿越時空愛上你                            | －                     | －              | 影碟版本／Netflix頻道                    |
| 2002     | 時光機器                                  | Vox 114                | Orlando Jones   | DVD版本                                  |
| 2002     | 幽浮入侵                                  | Sam Crawford           | Ryan Merriman   | WOWOW頻道                                |
| 2003     | 豪邁王子                                  | Prince Valiant         | Stephen Moyer   | DVD版本                                  |
| 2003     | PTU                                       | PTU警員                | 黃浩然          | DVD版本                                  |
| 2004     | 德州電鋸殺人狂 (2003年電影)               | Andy                   | Mike Vogel      | 劇院公映版本                             |
| 2004     | 地獄怪客                                  | John Thaddeus          | Rupert Evans    | －                                       |
| 2005     | 生吞活剝                                  | Jake Gray              | Jensen Ackles－ | －                                       |
| 2005     | 深海大逃生                                | Charlie                | Alejo Mo-Sun    | －                                       |
| 2006     | 反恐特勤隊                                | Bob Brown              | Scott Foley     | －                                       |
| 2006     | 魔男生死鬥                                | Caleb Danvers          | Steven Strait   | （日本未上映）                           |
| 2006     | 絕命終結站3                               | Kevin Fischer          | Ryan Merriman   | DVD版本                                  |
| 2007     | 謝謝                                      | 閔祈瑞                 | 張赫            | －                                       |
| 2007     | 空戰英豪                                  | Blaine Rawlings        | James Franco    | 劇院公映版本                             |
| 2008     | 爛兄爛弟                                  | Derek Huff             | Adam Scott      | 影碟版本                                 |
| 2009     | 玩偶特工 (第2季)                          | Jimmy Baker            | Joseph Sikora   | DVD版本                                  |
| 2010     | 終極戰士團                                | Edwin                  | Topher Grace    | 劇院公映／DVD&BD／電視播出版             |
| 2011     | 推奴                                      | 李大吉                 | 張赫            | 東京電視台版                             |
| 2011     | 3D劍客聯盟：雲端之戰                      | Aramis                 | Luke Evans      | 朝日電視台版                             |
| 2012     | 特務愛很大                                | －                     | －              | －                                       |
| 2012     | 冠軍之路                                  | Joe Logan              | Brandon Routh   | －                                       |
| 2013     | 瑪波小姐探案6：無盡的夜                   | Mike Rogers            | Tom Hughes      | －                                       |
| 2015     | 美國劫案                                  | Frankie Kelly          | Adrien Brody    | －                                       |
| 2015     | 輝煌或瘋狂                                | 王昭                   | 張赫            | －                                       |
| 2016     | 白鯨傳奇：怒海之心                        | George Pollard Jr.     | Benjamin Walker | 影碟版本                                 |
| 2016     | 戰地無情                                  | Vasyl                  | Jack Davenport  | （日本未上映）                           |
| 2017     | 異形：聖約                                | Chris Oram             | Billy Crudup    | 影碟版本                                 |
| 2017     | 天蠍 (第4季)                              | Steve Petersen         | －              | Super！drama TV頻道                      |
| 2023     | Barbie芭比                                | 肯尼三號               | 史考特·伊凡     | －                                       |

- Lock, Stock…（英语：Lock, Stock...）系列（Jordi〈Nikolaj Coster-Waldau 飾演〉）
  - Lock, Stock and Four Stolen Hooves
  - Lock, Stock and Spaghetti Sauce

#### 動畫
- 惡魔城 (2017年電視動畫)（Trevor Belmont〈Richard Armitage 配音〉[212]）
- 迪亞哥 (2008年電影)（Delgo〈Freddie Prinze, Jr. 配音〉）
- 湯瑪士小火車（Renias 、Fergus、Donald、Douglas 等）※富士電視台版。

### 特攝影集
2001年
- 未來戰隊時間連者（電腦工程師蓋特的配音）

2005年
- 魔法戰隊魔法連者（冥府神賽克洛斯的配音）

2015年
- 手裏劍戰隊忍忍者（牙鬼萬月的配音[213]）

2016年
- 歸來的手裏劍戰隊忍忍者 忍忍女孩VS男孩 FINAL WARS（牙鬼萬月的配音[214]）

2018年
- 快盜戰隊魯邦連者VS警察戰隊巡邏連者（的配音[215]）

2023年
- 假面騎士GOTCHARD（DREAD驅動器的音效[216]）

### 廣播節目
※記號表示說明網路廣播。
- 網球王子 ON THE RADIO（日语：テニスの王子様 オン・ザ・レイディオ）（2003年－2011年，文化放送，每月主持人）
- Aniplex Hour（日语：アニプレックスアワー） 鋼鍊放送局（日语：鋼の錬金術師 (ラジオ)）（2004年，大阪放送、文化放送，每月主持人）
- BLEACH “B” STATION（日语：BLEACH “B” STATION）（2005年－2010年，文化放送，每月主持人）
- NHK青春冒險（日语：青春アドベンチャー）「聖杯傳說」（聲演）
- Radio Marginal Prince 置鮎龍太郎的「獻給妳的晚安」（2005年－2006年，關西電台）
- （2007年－2008年，音泉）※
- （2007年－現在，K'z Station（日语：K'z Station））※
- 渚與早苗與秋生的你的Hyper Rainbow（日语：渚と早苗のおまえにレインボー#ハイパーレインボー）（2008年－2009年，音泉）※
- 「Vassalord.」Radio Station（日语：Vassalord.#ウェブラジオ）（2009年，animateTV（日语：アニメイトタイムズ））※
- RADIO Animelomix（日语：RADIOアニメロミックス）（2010年－2011年，文化放送／超！A&G+※、朝日放送、東海電台）
- BINTANG GARDEN（2011年，FM802（日语：FM802））
- 新網球王子 ON THE RADIO（日语：テニスの王子様 オン・ザ・レイディオ#新テニスの王子様 オン・ザ・レイディオ）（2012年－現在，每月主持人）
- 熱血！必中！聲音超級網誌（2012年，於作品官方網站可收聽）※
- 星空SUNRISE（日语：VIRTUAL ADVENTURE）（2014年，FM NACK5、fun電台（日语：funラジオ））※
- 大垣kyun電台（日语：大垣きゅん物語#webラジオ）（2014年－2015年，大垣kyun物語官方網站、HiBiKi Radio Station（日语：HiBiKi Radio Station））※
- （2015年－2016年，文化放送、朝日放送、東海電台、超！A&G+）※[217]
- （2016年－2017年，animate Times（日语：アニメイトタイムズ））※[218]
- 置鮎龍太郎、R藤本（日语：R藤本）生！（2016年－現在，Niconico生放送）※
- 潔癖男子置鮎！（2017年，於動畫官方網站可收聽）※[219]

### 廣播、對談、朗讀CD
- 乙女捧 告白CD
- CLANNAD 廣播CD 渚與早苗的你的Hyper Rainbow（日语：渚と早苗のおまえにレインボー） Vol.1（CD特別版嘉賓）
- 月刊男子漢圖鑑 老師篇 白盤（日舞的家元）
- DJCD 神戶前向女學院。（日语：神戸前向女学院。） IV
- Story of 365days SPADE Anniversary from October to December（奧茲摩西斯）
- 戰國武將物語 ～大名篇其一～（第四話「武田信玄物語」）
- 戰國武將物語外傳 ～14的大名物語～（武田信玄物語外傳「敗因就在他們都是強者」）
- 高橋廣樹的CD 置鮎龍太郎盤
- Double Score ～Marguerite～：橘隆蒼（橘隆蒼）
- 世界物語 ～青之本～（第四話『哈梅爾的吹笛人』）
- 世界物語 ～夢之本～（第七話『紅寶』）
- 蜂蜜聲藥（日语：ミツバチ声） 『A』（木部）
- HONEY BEE（日语：honeybee） 數羊晚安系列 Vol.7 
- 腐女子捧 告白CD
- RADIO DJCD BLEACH “B” STATION（日语：BLEACH “B” STATION） Vol.4

### 電視劇
- 直衝青天（正親町三条實愛[220]）

### 旁白

#### 電視節目
TBS
富士電視台
- FNN Super NEWS（日语：FNNスーパーニュース）（負責特別節目部分）
- 地上最大的TV動物園（日语：地上最大のTV動物園）（以《美食獵人TORIKO》主角特瑞科的聲音）

東京電視台
- 週刊 美肌一族（日语：美肌一族）
- （東京電視台）

其它電視台
- （NHK教育，負責4年級課程部分）
- （朝日電視台）
- 電視劇版 靈異教師神眉（日本電視台）

#### 其它
- 超人力霸王特攝世界大全集（Victor Video）
- 侍魂 天草降臨 攻略錄影帶（新聲社（日语：新声社）發行）

### 電視節目
※記號表示網路電視。
- （AT-X，2009年12月31日播出）嘉賓
- 動畫星人（日语：アニメ星人）新春特別企劃「讓人心跳的男性聲優料理」（千葉電視台，2010年1月30日播出）
- 動畫導航u（日语：アニメ・ナビu）（SUN電視台，2011年4月4日播出）露面出演
- 30位動畫人物角色的臉讓你一次看個夠 春季新作特集（日语：大胆MAP）（在節目中介紹置鮎他的配音代表作《灌籃高手》要角三井壽，朝日電視台，2008年4月6日播出）
- 天天向上（中國湖南衛視播出的綜藝節目，2009年11月27日播出）與下川美娜一起演出
- 動畫星人（日语：アニメ星人）新春特輯企劃「男性聲優心跳料理」（2010年1月30日，千葉電視台）※
- 東京遭遇戰（日语：東京エンカウント）（AT-X，2011年5月）第九章、第十章嘉賓
- coscosplayplay（日语：コスコスプレプレ）（富士電視台TWO（日语：フジテレビTWO），第15回）TDC2嘉賓
- 我們的夏祭2012！MASAYA48特別節目「昌也的夢幻婚禮」（AT-X，2012年9月1日播出）

### 影像商品
- 傳奇系列祭 2012、2013
- 網球王子 100首歌曲連續馬拉松
- 網球王子祭2009、2013
- 網球王子祭2011 in 武道館
- 男性聲優 心跳料理（日语：アニメ星人 ときめきレシピ） ～置鮎龍太郎&綠川光&野島健兒&三浦祥朗～

### 柏青哥、角子機
- 角子機 CROWS（日语：クローズ）（九能龍信、陣內公平、古川修、武田好誠）
- 柏青哥 CR 私立！戰國學園（明智光一）
- 柏青哥 CR 義經物語（源賴朝）
- 柏青哥 CR FANATIC BATTLE（賽法）
- 柏青哥 蒼天之拳（基斯上校）
- 角子機 山佐「豪炎高校」
- 角子機、柏青哥 「鬼濱」系列 主角龍二
- 角子機、柏青哥 大都技研「番長」系列 主角轟金剛
- 角子機 KPE
- 3
- 5[注 19]

### 其它活動
- 那些我們聽過的歌曲（日语：あの歌がきこえる）（NHK綜合）
- NHK教育  ～入門～（ボス）
- 志摩西班牙村·
- 賭博默示錄（日语：カイジ (パチスロ)）（一條）
- Kiramune Presents Reading Live『惡魔的謎語 ～escape 6～』[221]
- 以原畫和朗讀缀文而成的人造人009的世界 ～追蹤在海底的神秘金字塔！～（002／傑特·林格）
- TAKARA 建設合體建設虎廣告（馬克倫）
- 越後上越 天地人博（劇院套房的解說、2009年）
- 幕末志士的戀愛情事（日语：幕末志士の恋愛事情） iOS版（武市半平太[222]）
- 奇蹟☆列車 ～歡迎搭乘中央線～（新宿慎太郎）
- 大和彼氏（古賀大河）

## 音樂作品
聲優組合E.M.U的歌曲請參照「E.M.U」。

### 單曲
| 枚數 | 發行日期       | 專輯名稱  | 規格編號  |
| ---- | -------------- | --------- | --------- |
| 1st  | 1994年11月26日 | Holy Love | DPDX-5009 |

### 專輯
| 枚數 | 發行日期      | 專輯名稱          | 規格編號   |
| ---- | ------------- | ----------------- | ---------- |
| 1st  | 1993年7月25日 | Come into My Life | DPCX-5217  |
| 2nd  | 1994年9月25日 | 空                | TKCA-70489 |
| 3rd  | 2003年9月26日 | DAY AFTER DAY     | BJCA-135   |

### 角色歌曲
| 發行日期 | 標題                                                           | 名義 | 曲名 | 備註                                                     |
| 1998年   | 1998年                                                         | 1998年 | 1998年 | 1998年                                                   |
| -------- | -------------------------------------------------------------- | --- | --- | -------------------------------------------------------- |
| 12月19日 | OVA 卒業M song collection                                      | 新井透吾（綠川光）、高城紫門（置鮎龍太郎）、中本翔（林延年）、加藤勇祐（石川英郎）、志村未希磨（阪口大助）           | 「」 「」 | OVA《卒業M》相關歌曲                                     |
| 12月19日 | OVA 卒業M song collection                                      | 高城紫門（置鮎龍太郎）                                                                                               | 「Melody-go-round」 | OVA《卒業M》相關歌曲                                     |
| 1999年   |                                                                | | |                                                          |
| 1月20日  | 悠久幻想曲 角色歌曲系列Vol.8 ～艾伯特·柯林～                   | 艾伯特·柯林（置鮎龍太郎）                                                                                            | 「」 | 遊戲《悠久幻想曲 2nd Album》相關歌曲                     |
| 2002年   |                                                                | | |                                                          |
| 4月3日   | 網球王子 原聲音樂+                                             | SEIGAKU Special Vocal Unit                                                                                           | 「」 | 遊戲《網球王子》片尾主題曲                               |
| 5月22日  | 金肉人II世 角色歌曲精選 新世代正義超人之歌                     | 凱文假面（置鮎龍太郎）                                                                                               | 「GOD SAVE THE QUEEN」 | 電視動畫《金肉人II世》相關歌曲                           |
| 7月3日   | THE BEST OF SEIGAKU PLAYERS II Kunimitsu Tezuka                | 手塚國光（置鮎龍太郎）                                                                                               | 「」 | 電視動畫《網球王子》相關歌曲                             |
| 7月25日  | 喜歡所以喜歡 -HEAVENLY BREATH-                                 | 永瀨芥（置鮎龍太郎）                                                                                                 | 「LOVE and LUST」 | 遊戲《喜歡所以喜歡》相關歌曲                             |
| 11月6日  | WHITE LINE                                                     | 青酢 | 「WHITE LINE」 | 電視動畫《網球王子》片尾主題曲                           |
| 11月6日  | WHITE LINE                                                     | 青酢 | 「Happy×2☆Day!!」 | 電視動畫《網球王子》相關歌曲                             |
| 2003年   |                                                                | | |                                                          |
| 9月3日   | 純愛手札 Girl's Side Clovers'Graffiti4 姬條圓                  | 姬條圓（置鮎龍太郎）                                                                                                 | 「」 | 遊戲《純愛手札 Girl's Side》相關歌曲                     |
| 10月22日 | Don't Look Back                                                | 青酢 | 「Don't Look Back」 「FREEDOM」 | 電台節目《網球王子 ON THE RADIO》片頭主題曲              |
| 10月22日 |                                                                | 青酢 | 「」 | 電視動畫《網球王子》相關歌曲                             |
| 11月6日  | Never Surrender                                                | 手塚國光（置鮎龍太郎）                                                                                               | 「Never Surrender」 「ever」 | 電視動畫《網球王子》相關歌曲                             |
| 12月3日  | White Message                                                  | 「White Message」 「」                                                                                               | | 電視動畫《網球王子》相關歌曲                             |
| 2004年   |                                                                | | |                                                          |
| 1月7日   | SINCE LAST GOODBYE                                             | 手塚國光（置鮎龍太郎）                                                                                               | 「SINCE LAST GOODBYE」 「Road」 | 電視動畫《網球王子》相關歌曲                             |
| 5月26日  | 虹                                                             | 手塚國光（置鮎龍太郎）                                                                                               | 「虹」 | 電台節目《網球王子 ON THE RADIO》主題歌曲                |
| 2005年   |                                                                | | |                                                          |
| 1月1日   | with                                                           | 手塚國光（置鮎龍太郎）                                                                                               | 「Blaze away」 「Road」 「Mighty Wing」 「（New Year Version）」 「」 「Never Surrender（Running Version）」 「Blue」 「」                                                        | 電視動畫《網球王子》相關歌曲                             |
| 1月1日   | with                                                           | 手塚國光（置鮎龍太郎）、越前龍馬（皆川純子）                                                                         | 「」 | 電視動畫《網球王子》相關歌曲                             |
| 1月1日   | with                                                           | 手塚國光（置鮎龍太郎）、大石秀一郎（近藤孝行）、河村隆（川本成）                                                     | 「」 | 電視動畫《網球王子》相關歌曲                             |
| 1月1日   | with                                                           | 手塚國光（置鮎龍太郎）、不二周助（甲斐田幸）                                                                         | 「」 | 電視動畫《網球王子》相關歌曲                             |
| 1月1日   | with                                                           | 手塚國光（置鮎龍太郎）、菊丸英二（高橋広樹）、乾貞治（津田健次郎）                                                   | 「」 | 電視動畫《網球王子》相關歌曲                             |
| 1月1日   | with                                                           | 手塚國光（置鮎龍太郎）、海堂薫（喜安浩平）、桃城武（小野坂昌也）                                                     | 「」 | 電視動畫《網球王子》相關歌曲                             |
| 2月2日   | DEPARTURES                                                     | 青酢 + 瓶蓋和瓶子 | 「DEPARTURES」 | 電影動畫《劇場版 跡部的禮物 ～獻給你的網王祭～》主題歌曲 |
| 2月26日  | 結晶                                                           | 眼鏡's | 「」 | 電視動畫《網球王子》相關歌曲                             |
| 4月13日  |                                                                | SEIGAKU NINE PLAYERS                                                                                                 | 「」 | 電視動畫《網球王子》相關歌曲                             |
| 7月6日   | 喜歡所以喜歡 TARGET.7 KAI                                      | 永瀨芥（置鮎龍太郎）                                                                                                 | 「RELOADED」 | 遊戲《喜歡所以喜歡》相關歌曲                             |
| 8月24日  | 『我愛美樂蒂』角色歌曲專輯黑盤                                 | 惠一（置鮎龍太郎）                                                                                                   | 「美·Guilty」 | 電視動畫《我愛美樂蒂》相關歌曲                           |
| 9月1日   | Marginal Prince Songs1                                         | 約書亞·格蘭特（置鮎龍太郎）                                                                                          | 「」 | 遊戲《Marginal Prince -月桂樹的王子們-》相關歌曲         |
| 9月1日   | Marginal Prince Songs2                                         | 約書亞·格蘭特（置鮎龍太郎）                                                                                          | 「」 | 遊戲《Marginal Prince -月桂樹的王子們-》相關歌曲         |
| 10月7日  |                                                                | 手塚國光（置鮎龍太郎）                                                                                               | 「」 | 電視動畫《網球王子》相關歌曲                             |
| 12月21日 |                                                                | 惠一（置鮎龍太郎）                                                                                                   | 「」 | 電視動畫《我愛美樂蒂》相關歌曲                           |
| 2006年   |                                                                | | |                                                          |
| 1月1日   | Go！Go！眼鏡's                                                 | 眼鏡's | 「Go！Go！眼鏡's」 | 電視動畫《網球王子》相關歌曲                             |
| 5月31日  |                                                                | GIGS | 「」 | OVA《網球王子 全國大賽篇》片頭主題曲                     |
| 7月26日  |                                                                | 兔耳假面（置鮎龍太郎）                                                                                               | 「」 「」 「」 | 電視動畫《我愛美樂蒂》相關歌曲                           |
| 11月29日 | 我愛美樂蒂 角色歌曲專輯 Boys                                   | 惠一（置鮎龍太郎）                                                                                                   | 「」 | 電視動畫《我愛美樂蒂》相關歌曲                           |
| 2007年   |                                                                | | |                                                          |
| 1月31日  |                                                                | 青酢 | 「」 | OVA《網球王子》片頭主題曲                                |
| 2月14日  |                                                                | 眼鏡's | 「」 | 電視動畫《我愛美樂蒂》相關歌曲                           |
| 2月14日  | Marginal Prince Songs3                                         | 約書亞·格蘭特（置鮎龍太郎）                                                                                          | 「」 「Be My Love」 | 遊戲《Marginal Prince -月桂樹的王子們-》相關歌曲         |
| 8月1日   |                                                                | 眼鏡's | 「真夏の眼鏡's」 | 電視動畫《網球王子》相關歌曲                             |
| 10月26日 | Over Drive 角色歌曲系 Vol.4「SPARK」                           | 兵藤直人（置鮎龍太郎）                                                                                               | 「SPARK」 | 電視動畫《Over Drive》相關歌曲                           |
| 12月5日  | 我愛美樂蒂 暢快聖誕節                                          | 可羅米（竹內順子）、柊惠一（置鮎龍太郎）、巴克（前田登）                                                               | 「」 | 電視動畫《我愛美樂蒂》相關歌曲                           |
| 12月5日  | 我愛美樂蒂 暢快聖誕節                                          | 惠一（置鮎龍太郎）                                                                                                   | 「」 | 電視動畫《我愛美樂蒂》相關歌曲                           |
| 12月5日  | 我愛美樂蒂 暢快聖誕節                                          | 兔耳假面（置鮎龍太郎）                                                                                               | 「」 | 電視動畫《我愛美樂蒂》相關歌曲                           |
| 12月22日 |                                                                | 眼鏡's | 「」 | 電視動畫《網球王子》相關歌曲                             |
| 2008年   |                                                                | | |                                                          |
| 2月29日  | 金肉人II世 The Perfect Collection                              | 凱文假面（置鮎龍太郎）                                                                                               | 「GOD SAVE THE QUEEN」 | 電視動畫《金肉人II世》相關歌曲                           |
| 2月29日  |                                                                | 不二周助（甲斐田幸）、手塚国光（置鮎龍太郎）                                                                         | 「」 | 電視動畫《網球王子》相關歌曲                             |
| 3月16日  |                                                                | 眼鏡's | 「」 | 電視動畫《網球王子》相關歌曲                             |
| 4月23日  | Dear Prince ～獻給親愛的網球王子們～                           | 帥哥武士 | 「」 | 電視動畫《網球王子》相關歌曲                             |
| 5月21日  | BLEACH BEAT COLLECTION 4th SESSION：01 朽木白哉&朽木露琪亞     | 朽木白哉（置鮎龍太郎）                                                                                               | 「」 | 電視動畫《BLEACH》相關歌曲                               |
| 7月25日  | 妳的秋之回憶 ～Girl's Style～ 廣播劇&角色歌曲 Vol6. 市井清孝   | 市井清孝（置鮎龍太郎）                                                                                               | 「Puzzle」 | 遊戲《妳的秋之回憶 ～Girl's Style～》相關歌曲            |
| 8月13日  |                                                                | 手塚國光（置鮎龍太郎）、真田弦一郎（楠大典）                                                                         | 「」 | 電視動畫《網球王子》相關歌曲                             |
| 9月10日  |                                                                | 手塚國光（置鮎龍太郎）、真田弦一郎（楠大典）                                                                         | 「」 | 電視動畫《網球王子》相關歌曲                             |
| 10月8日  | 淋しい熱帯魚                                                   | 手塚國光（置鮎龍太郎）、真田弦一郎（楠大典）                                                                         | 「淋しい熱帯魚」 | 電視動畫《網球王子》相關歌曲                             |
| 2009年   |                                                                | | |                                                          |
| 1月1日   | 青酢的單曲精選                                                 | 青酢 | 「」 | 電視動畫《網球王子》相關歌曲                             |
| 3月18日  | 網球王子 回憶專輯「蝶番」                                      | 眼鏡's | 「」 「」 「Memory」 | 電視動畫《網球王子》相關歌曲                             |
| 3月18日  | 網球王子 回憶專輯「蝶番」                                      | 手塚國光（置鮎龍太郎）                                                                                               | 「」 | 電視動畫《網球王子》相關歌曲                             |
| 3月18日  | 網球王子 回憶專輯「蝶番」                                      | 美乃滋 | 「」 | 電視動畫《網球王子》相關歌曲                             |
| 3月18日  | BLEACH BEAT COLLECTION THE BEST 2                              | 朽木白哉（置鮎龍太郎）                                                                                               | 「」 | 電視動畫《BLEACH》相關歌曲                               |
| 3月18日  | BLEACH BEAT COLLECTION THE BEST 2                              | 朽木白哉（置鮎龍太郎）、朽木露琪亞（折笠富美子）                                                                     | 「Listen to ONE story」 | 電視動畫《BLEACH》相關歌曲                               |
| 6月17日  | brand-new HEAVEN                                               | 青春碳酸水 | 「brand-new HEAVEN」 | 電視動畫《網球王子》相關歌曲                             |
| 10月7日  | IMPRESSIVE                                                     | 手塚國光（置鮎龍太郎）                                                                                               | 「NEXT DOOR」 「WHITE LINE arrange E」 「SINCE LAST GOODBYE～Niagara Version～」 「」 「」 「White Message ～With Love Version～」 「」 「TRUTH」 「bravery」 「I LOVE YOU」 「」 | 電視動畫《網球王子》相關歌曲                             |
| 10月7日  | IMPRESSIVE                                                     | 青酢 | 「」 | 電視動畫《網球王子》相關歌曲                             |
| 2010年   |                                                                | | |                                                          |
| 3月3日   | BLEACH BREATHLESS COLLECTION：06 朽木白哉 with 千本櫻 and 村正 | 朽木白哉（置鮎龍太郎） with 千本櫻（平川大輔）                                                                       | 「BLOSSOM」 | 電視動畫《BLEACH 斬魄刀異聞篇》相關歌曲                  |
| 10月6日  |                                                                | 手塚國光（置鮎龍太郎）                                                                                               | 「」 | 電視動畫《網球王子》相關歌曲                             |
| 12月15日 | BLEACON ～BLEACH CONCEPT COVERS～                              | 朽木白哉（置鮎龍太郎）、阿散井戀次（伊藤健太郎）                                                                     | 「」 | 電視動畫《BLEACH》相關歌曲                               |
| 2011年   |                                                                | | |                                                          |
| 7月13日  | KiSS                                                           | 手塚國光（置鮎龍太郎）                                                                                               | 「KiSS」 | 電視動畫《網球王子》相關歌曲                             |
| 10月19日 | 美食獵人TORIKO 角色精選 III                                    | 特瑞科（置鮎龍太郎）                                                                                                 | 「Fight and Eat!!」 | 電視動畫《美食獵人TORIKO》相關歌曲                       |
| 2012年   |                                                                | | |                                                          |
| 2月22日  | ENJOY                                                          | 網球男兒 | 「ENJOY」 | 電視動畫《新網球王子》片尾主題曲                         |
| 10月10日 | 美食獵人TORIKO 角色精選 IV                                     | 特瑞科（置鮎龍太郎）                                                                                                 | 「Brand-New Legend」 | 電視動畫《美食獵人TORIKO》相關歌曲                       |
| 2013年   |                                                                | | |                                                          |
| 10月1日  | 眼鏡☆7                                                         | 眼鏡☆7 | 「」 | 電視動畫《新網球王子》相關歌曲                           |
| 11月6日  | 眼鏡☆派對                                                      | 眼鏡☆7 | 「」 | 電視動畫《新網球王子》相關歌曲                           |
| 2014年   |                                                                | | |                                                          |
| 3月19日  | EXIT TUNES PRESENTS ACTORS                                     | 葛野大路颯馬（置鮎龍太郎）、光司陽太（保志總一朗）                                                                   | 「。」 | 《ACTORS》相關歌曲                                       |
| 3月19日  | EXIT TUNES PRESENTS ACTORS                                     | 葛野大路颯馬（置鮎龍太郎）                                                                                           | 「」 「」 | 《ACTORS》相關歌曲                                       |
| 10月15日 | 劍為君舞 角色歌曲 地之章 黑羽實彰·緣                           | 緣（置鮎龍太郎） | 「」 | 遊戲《劍為君舞》相關歌曲                                 |
| 11月5日  | ACTORS-Extra Edition 2-feat.颯馬、燎、水月                     | 葛野大路颯馬（置鮎龍太郎）                                                                                           | 「」 | 《ACTORS》相關歌曲                                       |
| 2015年   |                                                                | | |                                                          |
| 1月28日  | 情人節之吻                                                     | 手塚國光（置鮎龍太郎） with 青春學園中                                                                               | 「」 | 電視動畫《網球王子》相關歌曲                             |
| 5月13日  | Party Time                                                     | 網球男兒 | 「Party Time」 | OVA《新網球王子 OVA vs Genius10》片尾主題曲              |
| 10月7日  | Decide                                                         | 手塚國光（置鮎龍太郎）                                                                                               | 「Decide」 | 電視動畫《新網球王子》相關歌曲                           |
| 2016年   |                                                                | | |                                                          |
| 6月15日  | EXIT TUNES PRESENTS ACTORS5                                    | 葛野大路颯馬（置鮎龍太郎）                                                                                           | 「」 | 《ACTORS》相關歌曲                                       |
| 2017年   |                                                                | | |                                                          |
| 2月22日  | Vanguard Best Album 3 「卡片鬥爭!! 先導者G」主題歌集I          | 伊吹浩二（宮野真守）、安城守（柳田淳一）、大山龍太郎（置鮎龍太郎）                                                   | 「」 | 電視動畫《卡片鬥爭!! 先導者G》相關歌曲                   |
| 3月15日  | ACTORS - Deluxe Delight Edition -                              | 光司陽太（保志総一朗）、葛野大路颯馬（置鮎龍太郎）、五月女燎（坪井智浩）                                             | 「」 | 《ACTORS》相關歌曲                                       |
| 4月12日  | ☆2nd SHOW TIME 2☆ Ancient&team                                 | Ancient | 「」 | 電視動畫《高校星歌劇》第2期劇中插入歌                    |
| 5月3日   | ☆2nd SHOW TIME 5☆ 星谷×月皇×魚住&Ancient                       | Ancient | 「SUPER×SPACER」 | 電視動畫《高校星歌劇》相關歌曲                           |
| 6月21日  | ☆2nd SHOW TIME 12☆ team鳳&team&揚羽×蜂矢×北原×南條&All Cast    | All Cast | 「」 | 電視動畫《高校星歌劇》第2期劇中插入歌                    |
| 8月18日  | 太陽所賜予的季節                                               | 富士美高校足球社 | 「」 | 電視動畫《潔癖男子青山！》片尾主題曲                     |
| 8月18日  | 太陽所賜予的季節                                               | Makio（置鮎龍太郎）                                                                                                  | 「JUST GOAL MY WAY」 | 電視動畫《潔癖男子青山！》劇中插入歌                     |
| 9月20日  | 潔癖男子青山！ BD&DVD第1卷 Canime特典CD                        | 青山（置鮎龍太郎）                                                                                                   | 「太陽季節」 | 電視動畫《潔癖男子青山！》相關歌曲                       |
| 9月27日  | 男友伴身邊計劃 音樂專輯 星蘭學院                               | 星蘭學生會 | 「way to the STAR」 | 相關《男友伴身邊 閃亮☆音符》相關歌曲                     |
| 9月27日  | 男友伴身邊計劃 音樂專輯 星蘭學院                               | 神凪統（置鮎龍太郎）                                                                                                 | 」 | 相關《男友伴身邊 閃亮☆音符》相關歌曲                     |
| 9月27日  | 男友伴身邊計劃 音樂專輯 星蘭學院                               | 星蘭學院 | 「☆ Make Your Stage」 | 相關《男友伴身邊 閃亮☆音符》相關歌曲                     |
| 2018年   |                                                                | | |                                                          |
| 1月17日  | 劍為君舞 百夜綴文 角色歌曲 春雷之章 螢&緣                      | 緣（置鮎龍太郎） | 「」 | 遊戲《劍為君舞 百夜綴文》相關歌曲                        |
| 10月24日 | 高校星歌劇 in 萬聖節 BD&DVD特典CD                              | 揚羽陸（島崎信長）、蜂矢聰（高梨謙吾）、南條聖（武内駿輔）、早乙女律（置鮎龍太郎）、雙葉大我（保志總一朗）           | 「Wanna be Scream？」 | OVA《高校星歌劇 in 萬聖節》劇中插入歌                    |
| 2019年   |                                                                | | |                                                          |
| 2月20日  | 劍為君舞 百夜綴文 二重唱 夕凪之章 螢·緣                        | 螢（KENN）、緣（置鮎龍太郎）                                                                                         | 「夏疾風」 | 遊戲《劍為君舞 百夜綴文》相關歌曲                        |
| 10月2日  | EXIT TUNES PRESENTS ACTORS7                                    | 葛野大路颯馬（置鮎龍太郎）                                                                                           | 「」 | 角色CD《ACTORS》相關歌曲                                 |
| 10月2日  | EXIT TUNES PRESENTS ACTORS7 初回限定盤                         | 鑑香水月（野島健兒）、葛野大路颯馬（置鮎龍太郎）、光司陽太（保志總一朗）、東本桂士（杉山紀彰）、五月女燎（坪井智浩） | 「」 | 角色CD《ACTORS》相關歌曲                                 |
| 10月30日 | INAZUMA SHOCK                                                  | 歌唱部 | 「INAZUMA SHOCK」 | 電視動畫《ACTORS -Songs Connection-》片尾主題曲          |
| 12月18日 | ACTORS -Songs Connection- 角色歌曲 Vol.8 葛野大路颯馬          | 葛野大路颯馬（置鮎龍太郎）                                                                                           | 「Life is Dinner」 | 電視動畫《ACTORS -Songs Connection-》相關歌曲            |
| 12月18日 | ACTORS -Songs Connection- 角色歌曲 Vol.8 葛野大路颯馬          | 五月女燎（坪井智浩）、葛野大路颯馬（置鮎龍太郎）                                                                     | 「」 | 電視動畫《ACTORS -Songs Connection-》劇中插入歌          |
| 2020年   |                                                                | | |                                                          |
| 5月20日  | ACTORS-Singing Contest Edition-sideB                           | 葛野大路颯馬（置鮎龍太郎）                                                                                           | 「」 | 角色CD《ACTORS》相關歌曲                                 |

### 其它參加樂曲
| 發行日期       | 商品名稱                                                        | 主唱                 | 樂曲                                                                            | 備註 |
| -------------- | --------------------------------------------------------------- | -------------------- | ------------------------------------------------------------------------------- | ---- |
| 2000年7月26日  |                                                                 | 置鮎龍太郎           | 「」 「」 「LOVE IS ALIVE」 「太陽」 「」                                       |      |
| 2008年1月23日  | 百歌聲爛 -男性聲優篇II-                                         | 置鮎龍太郎           | 「」～ 「」～ 「」～ 「」～ 「」～ 「I Wish」～ 「future」～ 「」～ 「」～ 「」 |      |
| 2012年9月19日  | 迪士尼王子的聲音 第2章 ～Love Stories～                         | 置鮎龍太郎           | 「」                                                                            |      |
| 2013年3月27日  | 迪士尼王子的聲音 東京迪士尼度假區 30週年記念盤 Standard Edition | 綠川光、置鮎龍太郎   | 「」                                                                            |      |
| 2013年3月27日  | 迪士尼王子的聲音 東京迪士尼度假區 30週年記念盤 Deluxe Edition   | 鳥海浩輔、置鮎龍太郎 | 「」                                                                            |      |
| 2013年3月27日  | 迪士尼王子的聲音 東京迪士尼度假區 30週年記念盤 Deluxe Edition   | 置鮎龍太郎           | 「」                                                                            |      |
| 2014年4月23日  | 迪士尼聲音的Dream Duet                                          | 置鮎龍太郎、平野綾   | 「Love Is an Open Door」                                                        |      |
| 2017年12月20日 | POWER                                                           | 置鮎龍太郎           | 「」 「好敵手」                                                                 |      |

## 腳註

## 外部連結
- 置鮎龍太郎｜青二Production （日語）
- （日語）
- （页面存档备份，存于） （日語）
- 置鮎龍太郎的X（前Twitter） （日語）
- 置鮎龍太郎的Instagram帳戶 （日語）
- 置鮎龍太郎的聲優道，全3回完結，2016年8月16日最後查閱 （日語）。
- 置鮎龍太郎的聲優道，完整中文翻譯 （页面存档备份，存于），全3回完結，2016年7月14日最後查閱 （繁體中文）。